# II. Frigyes porosz király
II. Frigyes vagy Nagy Frigyes (németül Friedrich II vagy Friedrich der Große; 1712. január 24. – 1786. augusztus 17.) Poroszország királya 1740-től haláláig. Katonai hódításaival, gazdasági és adminisztrációs reformjaival nagyhatalommá tette Poroszországot; ezenkívül a művészetek és tudományok támogatójaként, a felvilágosodás hirdetőjeként szerzett hírnevet.
Ifjúkorában Frigyes inkább a zene és filozófia iránt érdeklődött, emiatt konfliktusba került militarista, engedelmességet követelő apjával, I. Frigyes Vilmossal. Miután azonban trónra került, szinte azonnal megtámadta Ausztriát, és az apja által felfejlesztett, jól kiképzett hadseregével az osztrák örökösödési háborúban elcsatolta Szilézia gazdag tartományát. A túlerőben lévő ellenséggel szemben kivívott győzelmei miatt hamar nagy hírnévre tett szert.
Frigyes a felvilágosult abszolutizmus híve volt, felfogása szerint az uralkodó az állam első szolgája. Modernizálta a porosz államszervezetet, eltörölte a kínvallatást, az állam hatékonysága érdekében kimondottan toleráns valláspolitikát folytatott, enyhített a katolikusok és zsidók helyzetén. Sokat javított a társadalmi mobilitáson, lehetővé tette hogy az alsó néprétegekből származó tehetséges fiatalok magasra jussanak az állam szolgálatában. Vallásra való tekintet nélkül szorgalmazta a bevándorlást Poroszországba. Támogatta a művészeteket és a tudományokat, engedélyezte a sajtó és az irodalom szabadságát. Házassága gyermektelen maradt (valószínűleg homoszexuális volt), így a trónon unokaöccse, II. Frigyes Vilmos követte. 
A 19. század német történészei magasztalták katonai tehetségét, gazdasági reformjait, kötelességtudatát, és hogy sikerült nagyhatalommá tennie Poroszországot. A nemzetiszocialista Németországban a propaganda eszközévé tették, Adolf Hitler egyik elődjének tartva. A második világháborút követően Nyugat- és Kelet-Németországban a porosz militarizmus képviselőjének tartott alakja háttérbe szorult, de Németország újraegyesítése után ismét elfoglalta helyét a nemzeti hősök között. Ma Frigyest kiváló hadvezérnek, tehetséges reformernek tartják, aki megteremtette annak a Poroszországnak az alapjait, amely sikerrel szállhatott harcba Németország egyesítőjének szerepéért az Osztrák Császársággal.

## Gyermekkora
Frigyes a porosz trónörökös, Frigyes Vilmos és felesége, Hannoveri Zsófia Dorottya negyedik gyermekeként (és harmadik fiaként, ám két bátyja még egyéves kora előtt meghalt) született 1712. január 24-én, éjjel 11 és 12 óra között, a berlini Királyi palotában. Benjamin Ursinus von Bär püspök, udvari lelkész egy héttel később, január 31-én tartotta keresztvíz alá. Egy évvel később, 1713-ban meghalt nagyapja, I. Frigyes és apja lett Poroszország királya; a kis Frigyes egyúttal trónörökössé vált. Kilenc, felnőttkort megért testvére közül nővére, Vilhelmina állt legközelebb hozzá. Frigyes Vilmos nem királyi, hanem polgári nevelést szeretett volna adni gyerekeinek, akiknek nevelésével ugyanazt a francia hugenotta nőt, Madame de Rocoulle-t bízta meg, aki korábban az ő nevelőnője volt.
A "katonakirályként" közismertté vált I. Frigyes Vilmos nagy és ütőképes hadsereget hozott létre; ennek egyik jelképe volt a válogatottan magas katonákból összeállított "potsdami óriásgárda". Ezenfelül gondosan kézben tartotta országának gazdaságát és erős, központosított kormányzatot alakított ki. Az erőszakos dühkitörései miatt rettegett király nem tűrt ellentmondást. Frigyes anyja, Zsófia (György Lajos hannoveri választófejedelem, 1714-től angol király lánya) vele ellentétben tanult, udvarias, jellemes nő volt. A szülei közötti politikai és személyiségbeli ellentétek feszültségeket váltottak ki, amelyek aztán kihatottak Frigyes kultúrához való viszonyára, uralkodói szerepére és az apjával való kapcsolatára.
Kisgyermekként anyjával ás Vilhelmina nővérével lakott, de rendszeresen meglátogatta apját annak Königs Wusterhausen-i vadászkastélyában. Szoros kapcsolata nővérével felnőtt korukban is megmaradt, egészen annak 1758-as haláláig. Francia nevelőnőjüknek köszönhetően a gyerekek egyszerre tanulták meg a németet és a franciát. Bár apja elegendőnek tartotta vallási és gyakorlatias nevelésüket, Frigyes komolyan érdeklődött a zene, az irodalom és a francia kultúra iránt. Apja az efféle dolgokat nőiesnek tartotta és gyakorta megalázta vagy megverette a kis Frigyest érdeklődése miatt. A fiú ennek ellenére latintanára, Jacques Duhan segítségével titokban összeállított egy háromezer kötetes könyvtárat, amely költészettel, filozófiával, görög és római klasszikusokkal foglalkozó könyvekből állt.
Bár Poroszország államvallása lutheránus volt, Frigyes Vilmos kálvinistaként nevelkedett. Állandó aggodalom gyötörte amiatt, hogy vajon őt is kijelölte-e az Úr üdvözülésre. Hogy fiának ne kelljen ezen keresztülmennie, elrendelte hogy ne tanítsák meg neki a predesztináció tanát. Ennek ellenére Frigyes valószínűleg a maga következtetései által is eljutott a predesztinációhoz.

## A trónörökös

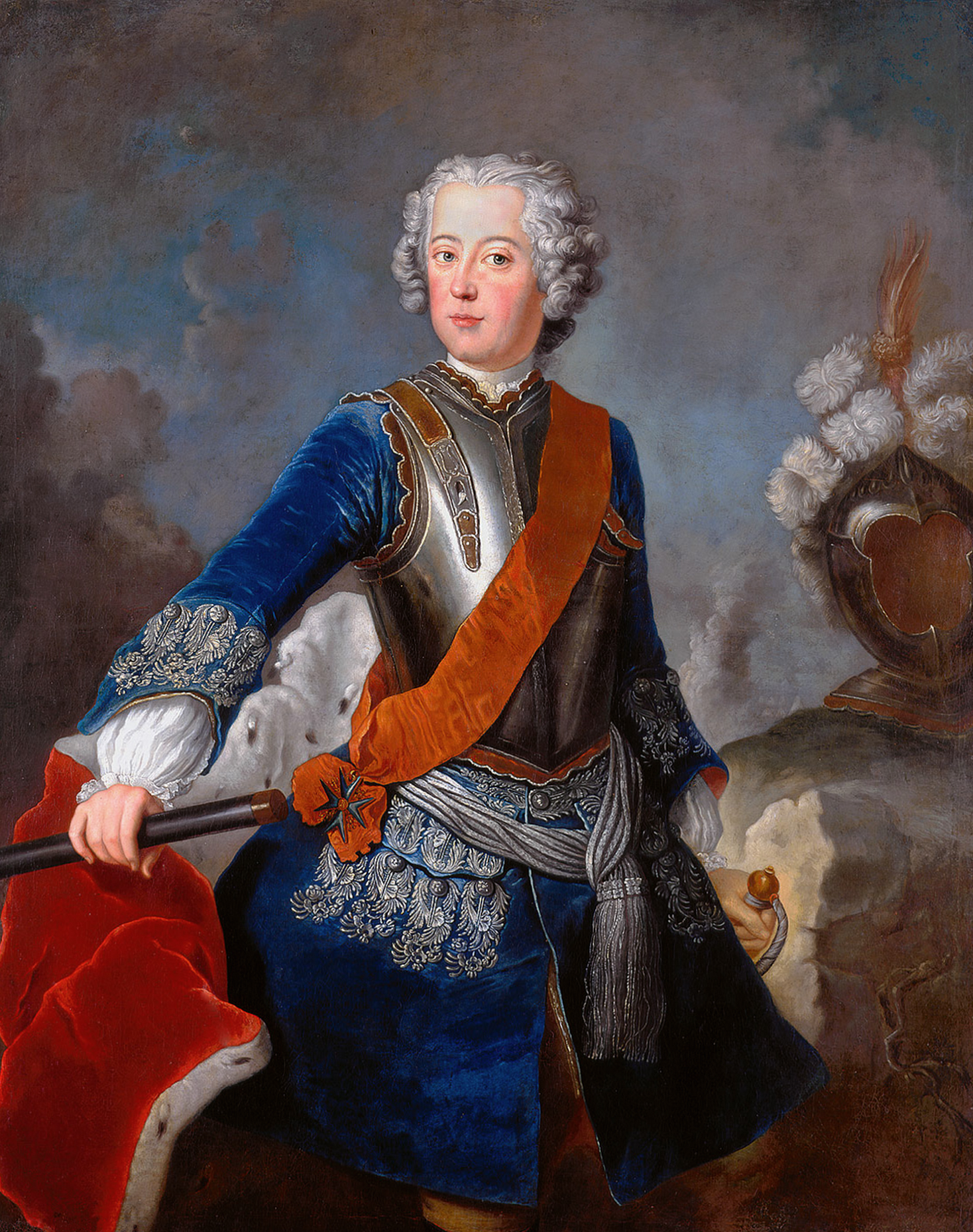
A 24 éves Frigyes (Antoine Pesne képe, 1736)

Frigyes 16 éves korában közeli baráti kapcsolatba került apja egyik apródjával, a 17 éves Peter Karl Christoph von Keithtel. Vilhelmina feljegyezte, hogy "hamarosan elválaszthatatlanná váltak... teljes odaadással szolgálta az öcsémet". Másutt pedig:  "Bár feltűnt nekem, hogy bizalmasabb viszonyban volt ezzel az apróddal, mint a helyzetéhez illő lett volna, azt nem tudom barátságuk mennyire volt intim." Későbbi élete alapján Frigyes valószínűleg homoszexuális volt (bár éppen ebben az időben volt egy futó kapcsolata Anna Karolina Orzelska grófnővel is), nem állítható biztosan, hogy szexuális kapcsolatban állt volna Keith-szel (vagy hogy valaha is kiélte volna esetleges ezirányú vonzalmait). Mikor Frigyes Vilmos tudomást szerzett a barátságuk körüli pletykákról, azonnal elküldte az apródot egy távoli, a holland határ mellett állomásozó ezredhez.
Az 1720-as évek közepén anyjuk megpróbálta összeházasítani Frigyest és Vilhelminát unokatestvéreikkel – bátyja, II. György angol király gyerekeivel, Amália hercegnővel és Frigyes walesi herceggel. A berlini osztrák nagykövet, Seckendorff marsall angol-porosz szövetségtől tartva, megvesztegette Grumbkow porosz hadügyminisztert és Reichenbach londoni porosz nagykövetet, hogy rontsák meg a két ország közötti viszonyt, amit rágalmakkal és vesztegetésekkel sikerült is elérniük. Frigyes Vilmos sem rajongott az ötletért, hogy trónjának örököse egy angol feleség és az angol udvar befolyása alá kerüljön. Amikor aztán szerződést kötött Ausztriával (amely homályosan utalt a jülichi hercegségre vonatkozó igényének elismerésére) a házassági tárgyalásoknak is vége szakadt.

### A Katte-ügy
Nem sokkal azután hogy kapcsolata Keithtel kényszerűen megszakadt, Frigyes összebarátkozott a nála nyolc évvel idősebb Hans Hermann von Kattéval, aki a porosz hadsereg tisztje volt. Közeli barátok – egyes feltételezések szerint szeretők – lettek. Az angol házassági elképzelések kútba esését követően Frigyes azt tervezte, hogy Kattéval és néhány másik fiatal tiszttel együtt átszökik Angliába. Amikor a király 1730 nyarán vele együtt a Rajna menti Mannheimbe utazott, Frigyes már készen állt a cselekvésre. Az összeesküvők egyike, Robert Keith (Peter Keith fivére) azonban megtört, és mindent elárult Frigyes Vilmosnak. Frigyest és Kattét azonnal elfogták, és Küstrin várába zárták. Mivel formálisan mindketten katonatisztek voltak, akik egy másik hatalom területére akartak dezertálni, a király felségárulással vádolta meg őket. Frigyes Vilmos kivégzéssel fenyegette a fiát, majd azzal, hogy öccse javára megfosztja a trónörökösi jogaitól; de aztán belátta, hogy a birodalmi gyűlés valószínűleg nem hagyna jóvá egy ilyen döntést. Kattét viszont halálra ítélte, és Frigyesnek jelen kellett lennie, amikor barátját november 6-án a küstrini vár udvarán lefejezték; a koronaherceg még a hóhér csapása előtt elájult.
Frigyesnek megkegyelmeztek, de megfosztották katonai rangjától. November 18-án kiengedték cellájából, de Küstrinben kellett maradnia, hogy az uralkodásra felkészülendő, szigorú hadi és közigazgatási képzésben részesüljön. Egy évvel később Frigyes Vilmos némileg megenyhülve meglátogatta és engedélyezte, hogy részt vegyen nővére berlini esküvőjén. Vilhelmina 1731. november 20-án ment férjhez Frigyes brandenburg–bayreuthi őrgrófhoz. 1732 februárjában végleg visszatérhetett a fővárosba, de meg kellett ígérnie, hogy feleségül veszi a számára kijelölt, 16 éves Braunschweig-Beverni Erzsébet Krisztinát.

### Házassága és a lengyel örökösödési háború

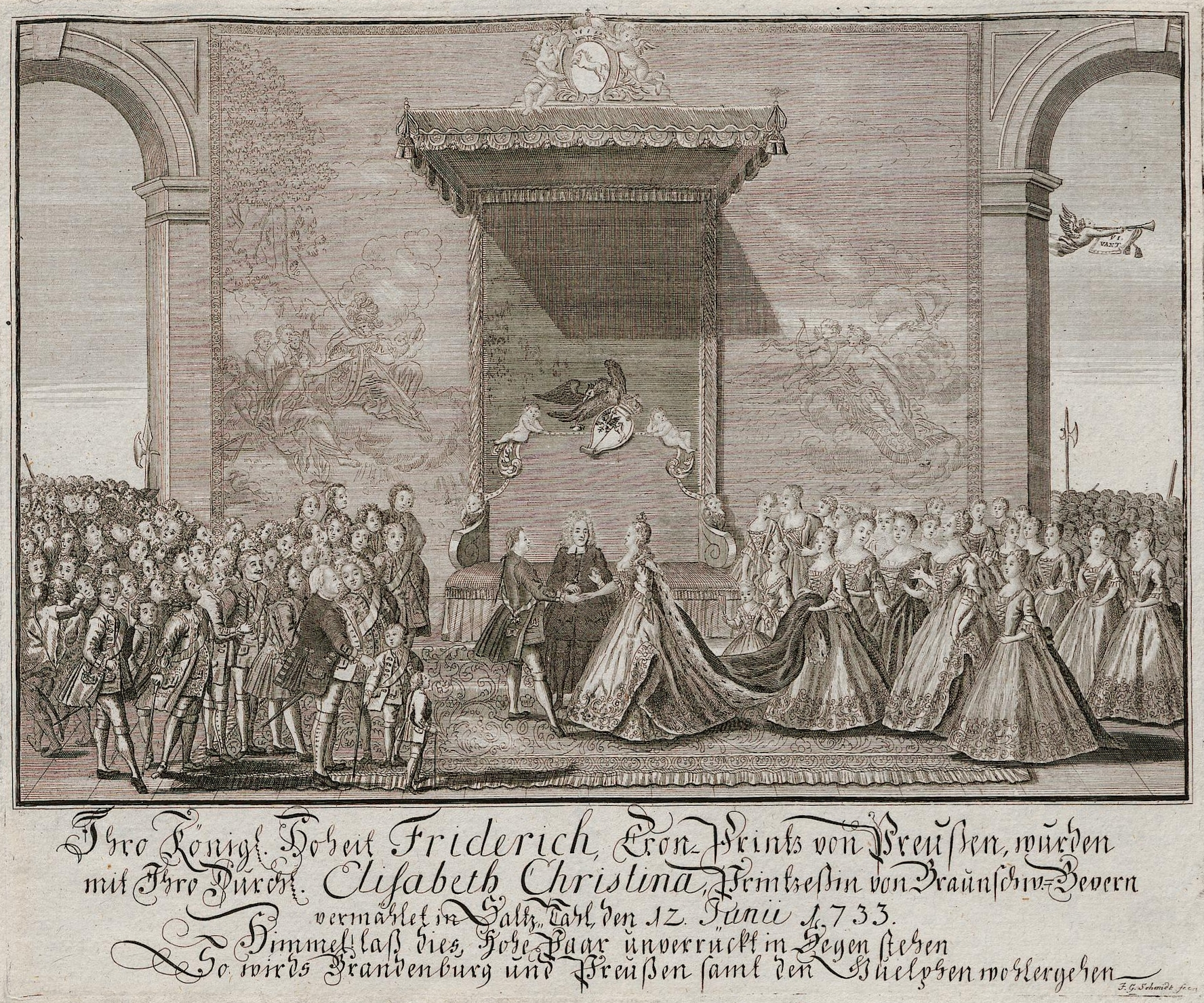
Frigyes és Erzsébet Krisztina esküvője (Johann Georg Schmidt metszete, 1733)

Frigyes Vilmos fontolgatta, hogy fiát összeházasítja Meckleburg-Schwerini Erzsébettel (Anna orosz cárnő unokahúgával), de Ausztria részéről Szavojai Jenő ezt határozottan elutasította. Frigyes maga felajánlotta, hogy lemond a trónról és feleségül veszi Habsburg Mária Teréziát. A király végül Szavojai Jenő jelöltjét, Erzsébet Krisztinát (az osztrák császárné unokahúgát) fogadta el, aki Habsburg-rokon volt ugyan, de protestáns vallású. A kétségbeesett Frigyes öngyilkossággal fenyegetőzött és azt írta nővérének menyasszonyáról, hogy "sem szerelem, sem barátság nem lehet közöttünk". Végül beadta a derekát és 1733. június 12-én feleségül vette a lányt, akivel kevés közös vonása volt és magát a házasságot is a gyűlölt osztrák politikai befolyás eredményének tekintette. A fiatal pár ezt követően a berlini Kronprinzenpalaisban lakott, majd 1736-ban átköltöztek a rheinsbergi kastélyba, ahol felesége még jelentős szerepet játszhatott Frigyes társasági életében. Trónra kerülésén követően azonban Frigyes különköltözött Erzsébettől. Átadta neki a schönhauseni kastélyt és lakosztályt is kapott a királyi palotában, de egyébként megtiltotta neki, hogy meglátogassa őt potsdami udvarában. Gyermekük nem született, a trónörökös Frigyes öccse, Ágost Vilmos volt. Ennek ellenére Erzsébet Krisztina továbbra is hűséges maradt hozzá. Frigyes gondoskodott róla, hogy felesége mindent megkapjon, ami rangjával járt, de gyengédséget soha nem mutatott iránta. Különválásuk után csak hivatalos eseményeken látták egymást; ide tartoztak a születésnapi vizitek is (ezek azon ritka alkalmak közé tartoztak, amikor Frigyes nem katonai egyenruhában jelent meg).

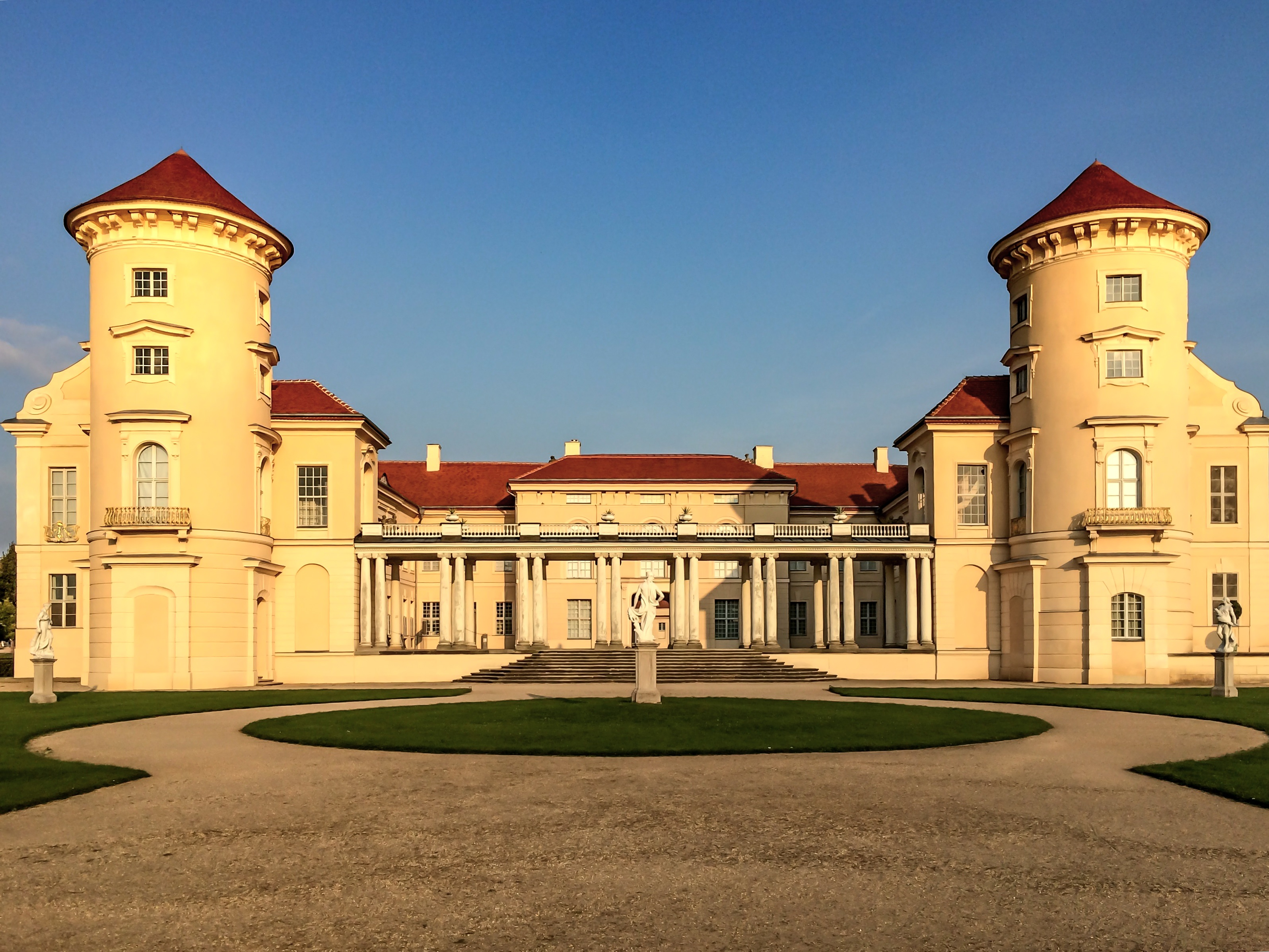
A rheinsbergi kastély, Frigyes rezidenciája 1736-tól 1740-ig

Frigyes 1732-ben visszakapta katonai rangját és megkapta a Nauennél állomásozó Regiment von der Goltz ezredet. A lengyel örökösödési háború 1734-es kitörésekor Poroszország Ausztriát segítette. Frigyes Szavojai Jenőt kísérte, aki a Rajnánál hadakozott a franciák ellen és jól megfigyelhette az osztrák hadsereg hiányosságait, amit később az ellenük vívott háborúban alaposan kihasználhatott. A köszvény gyötörte Frigyes Vilmos kibékült a fiával és átadta neki a rheinsbergi kastélyt. Új rezidenciájában Frigyes zenészeket, színészeket és más művészeket gyűjtött maga köré. Sokat olvasott, színdarabokat nézett (és játszott is bennük), zenélt és zenedarabokat írt. Barátaival lovagrendet alapított, amelyet Pierre Terrail de Bayard francia lovagról nevezett el; a szervezet nagymestere Heinrich August de la Motte Fouqué volt. Frigyes később úgy emlékezett vissza erre az időszakra, mint élete legboldogabb éveire.
1739-ben megírta Anti-Machiavel c. idealista esszéjét, amelyben fejezetről fejezetre cáfolta Machiavellinek A fejedelem-ben leírt utilitariánus államszervezési elveit. A francia nyelvű (Frigyes minden művét franciául írta) könyvet név nélkül jelentette meg 1740-ben és Voltaire dicséretének köszönhetően nagy népszerűségre tett szert.
1740-ben Frigyes Vilmos súlyosan megbetegedett és már a halálán volt. Frigyes halálos ágyán kibékült apjával. Minden korábbi ellenérzése ellenére később bevallotta, hogy apja igen hatékony uralkodója volt Poroszországnak: "Micsoda szörnyű ember volt. De igazságos volt, értelmes, jól intézte az ország ügyeit... az ő erőfeszítései, az ő fáradhatatlan munkája által voltam képes elérni mindazt, amit azóta tettem."

## Az örökösödés

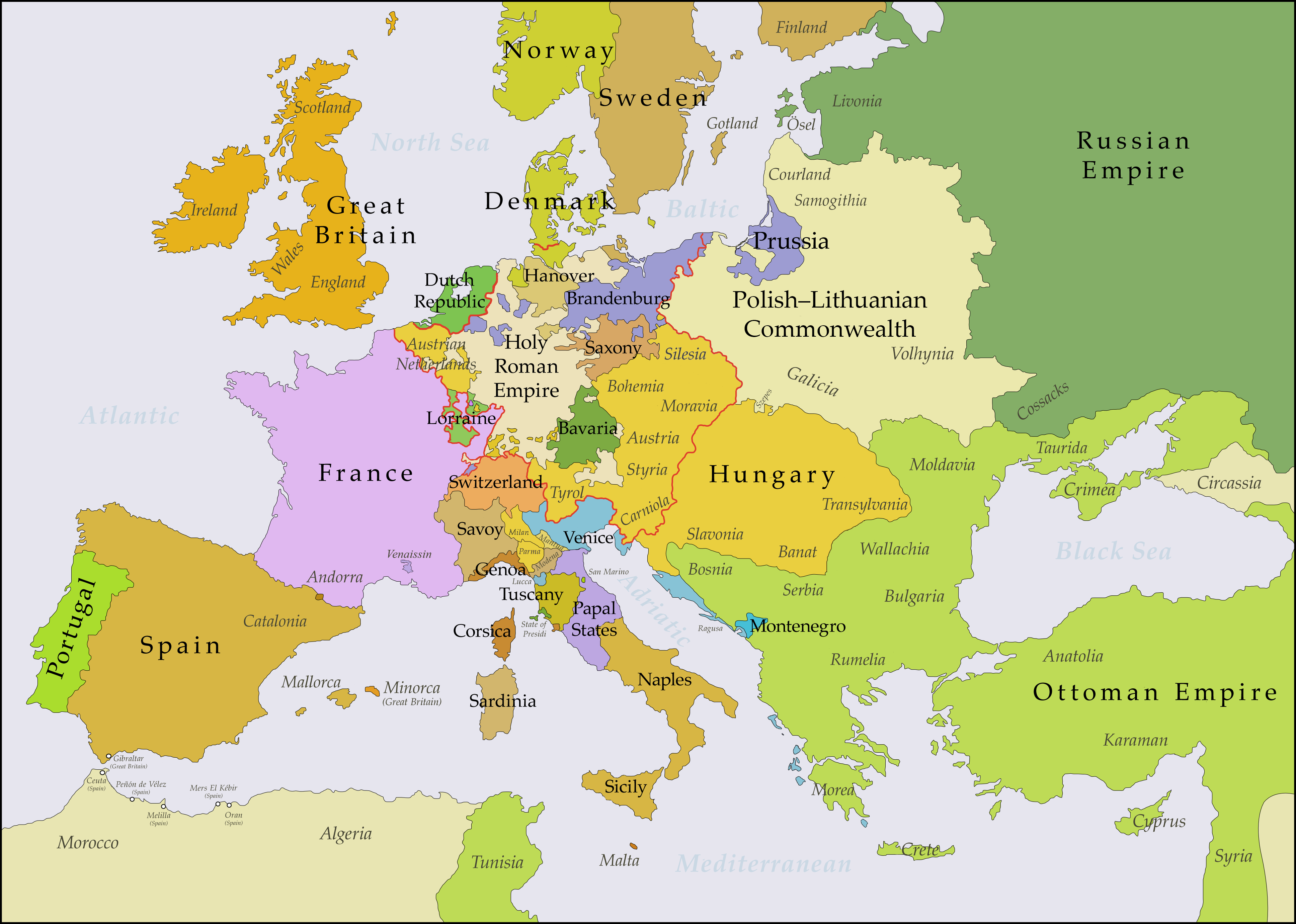
Európa 1740-ben, Frigyes trónralépésekor (Poroszország lilával jelölve)

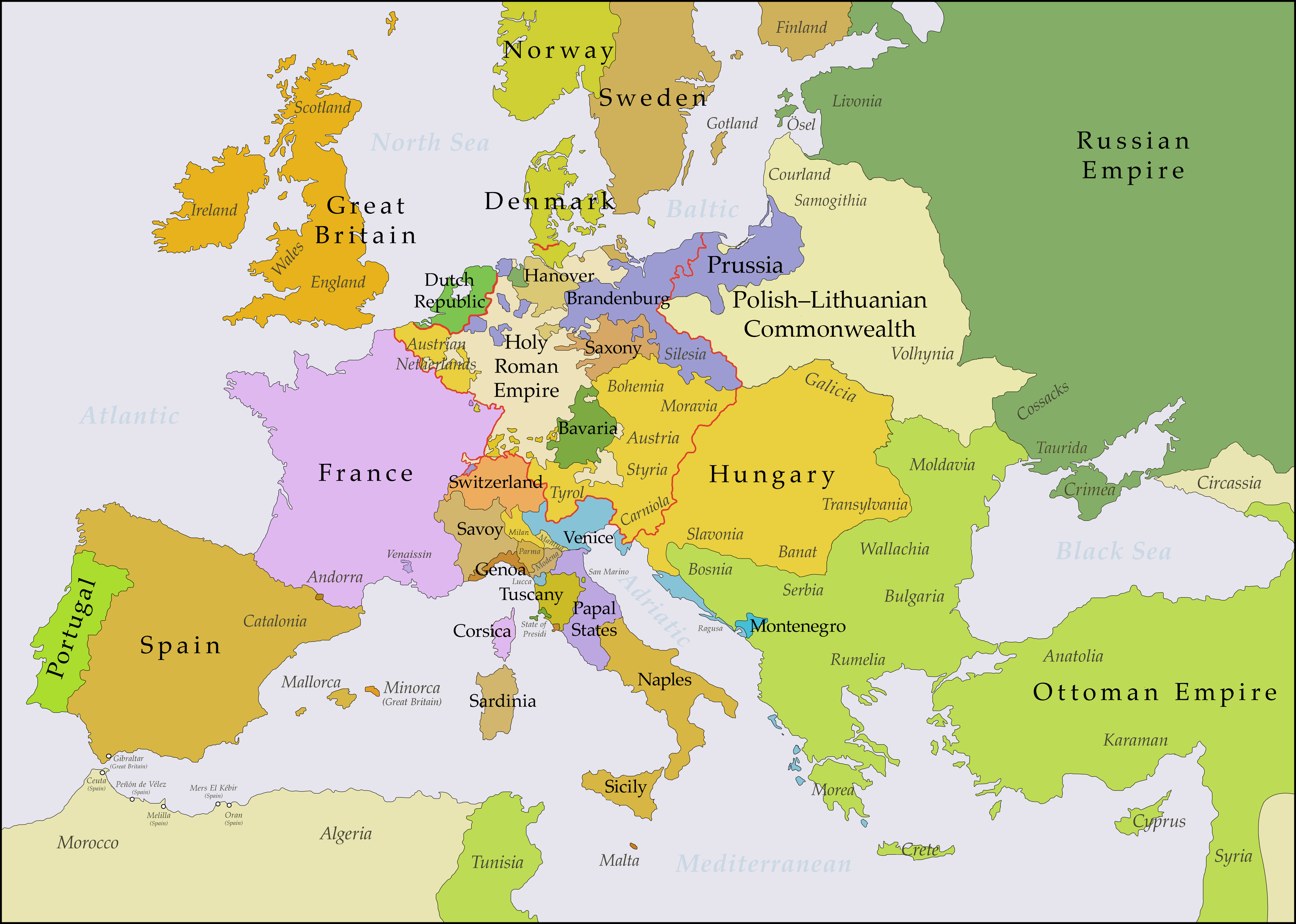
Európa 1786-ban, Frigyes halálakor

Frigyes 28 éves volt, amikor apja halálát követően Poroszország trónjára ülhetett. Frigyes Vilmos egy militarizált országot hagyott rá. Lakosságát tekintve Poroszország a 12. volt Európában, hadserege viszont a negyedik legnagyobb volt (Franciaország, Oroszország és Ausztria után). Államában 28 lakosra jutott egy katona, míg Nagy-Britanniában 310 lakosnak kellett eltartania egyet; a hadsereg az állami költségvetés 86%-át vitte el. A Frigyes Vilmos által kiképzett porosz katonák a fegyelmet és tűzerőt tekintve a legjobbak voltak egész Európában. Frigyes 1770-re megkétszerezte az eleve túlméretes porosz haderőt. Mirabeau 1786-os aforizmájával: "Poroszország nem olyan ország, amelynek hadserege van; hanem olyan hadsereg, melynek országa van" (La Prusse n'est pas un pays qui a une armée, c'est une armée qui a un pays) Fukar apja eredményeit és módszereit felhasználva Frigyes Európa nagyhatalmai közé tornászta fel területét és lakosságát tekintve szerény méretű országát.
1740-es trónra lépésekor országa több, egymástól elszigetelt részből állt: magját a Német-római Birodalom északkeleti részén a Brandenburgi választófejedelemség, Elő- és Hátsó-Pomeránia alkotta; nyugaton övé volt Kleve hercegsége, valamint Mark és Ravensberg grófságai; keleten a Birodalom határain kívül pedig a Porosz Királyság (korábban Porosz Hercegség). 1740-ben a "poroszországi király" (König in Preußen) címet örökölte, mert ottani birtokai nem fedték le a történelmi Poroszország egész területét. Lengyelország 1772-es első felosztását követően megszerezte a többit is és címe "Poroszország királyára" (König von Preußen) változott.

## Uralkodása

### Az osztrák örökösödési háború

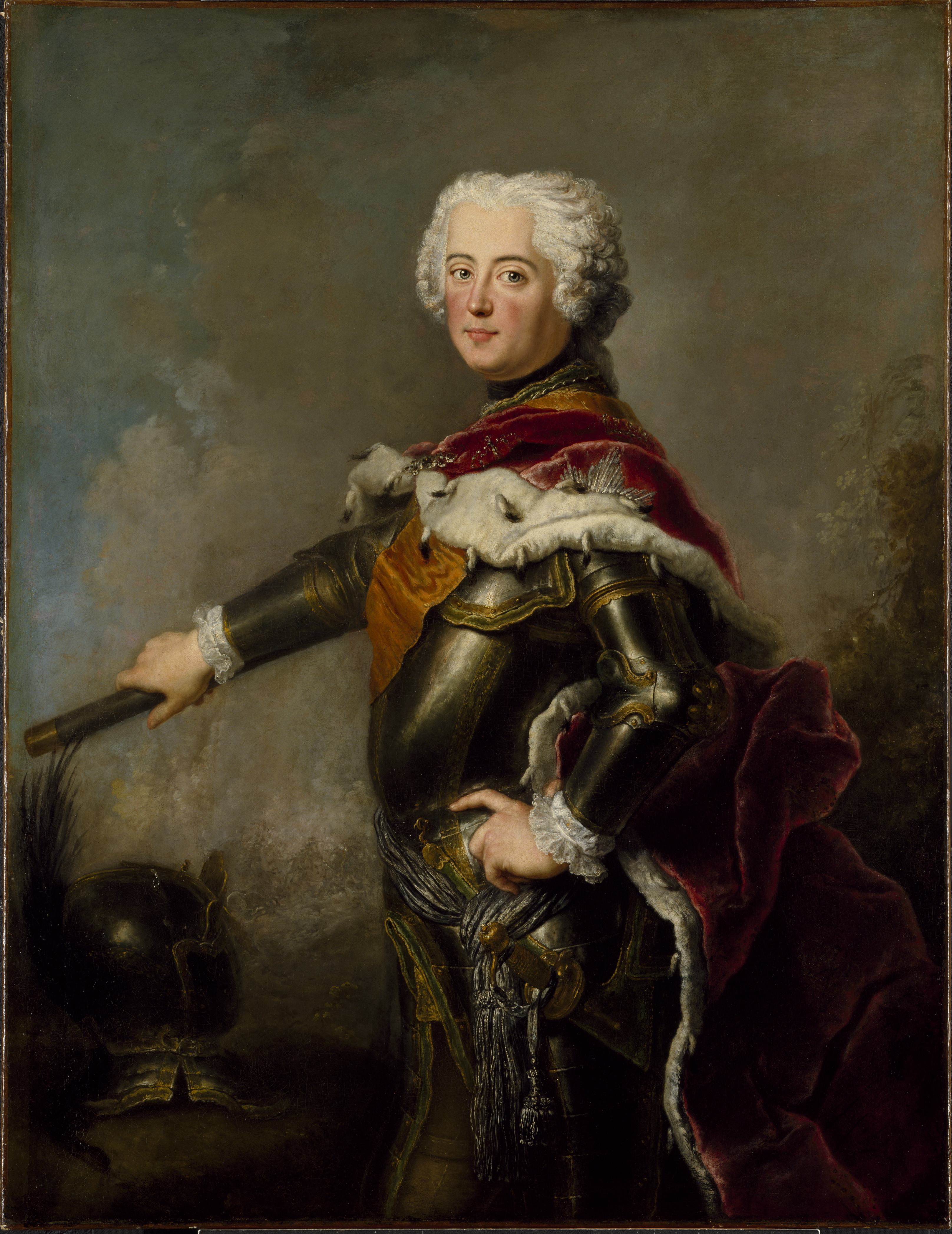
A trónra lépő Frigyes (Antoine Pesne képe, kb. 1740)

Frigyes 1740. május 31-én lépett a porosz trónra. Széttagolt, gazdaságilag nem túl fejlett országának megerősítésére kézenfekvő módszernek látszott az erős hadsereg felhasználása, a katonai hódítás. Az első lehetőség Ausztria irányába nyílt meg, amikor 1740. október 29-én meghalt VI. Károly császár, akinek nem volt fiúörököse. Károly korábban a pragmatica sanctióval igyekezett lánya, Mária Terézia örökösödését elfogadtatni, Frigyes azonban kijelentette, hogy nem ismeri el a dokumentumot. Ugyanakkor felelevenítette a Hohenzollern-ház régi (meglehetősen bizonytalan) igényeit Sziléziára. A többi nagyhatalom is igyekezett kihasználni a lehetőséget és kitört az osztrák örökösödési háború. 
1740. december 11-én Frigyes ultimátumot küldött Mária Teréziának, Szilézia átadását követelve; majd meg sem várva a választ december 16-án csapataival átlépte a határt. Hét hét leforgása alatt szinte az egész tartományt megszállta. Szilézia ekkor a leginkább iparosodott német régiók közé tartozott és vele együtt Frigyes ellenőrzése alá vonta az Odera hajózható szakaszát is. Annektálásával Poroszország lakossága majdnem kétszeresére, területe a harmadával gyarapodott. Egyúttal végleg meghiúsította III. Ágost lengyel király és szász választófejedelem törekvéseit két országa összekötésére.
1741 márciusában Frigyes folytatta hadjáratát, hogy elfoglalja azt a néhány erődöt, amely még makacsul kitartott. Eközben meglepetésszerűen megérkezett az osztrák hadsereg és április 10-én Mollwitznél megütköztek a poroszokkal. Frigyes korábban szolgált Szavojai Jenő parancsnoksága alatt, de ez volt az első jelentős ütközet, amit neki kellett vezetnie. Az osztrák lovasság rohamával szétzilálta a porosz lovasezredeket és Frigyes már azt hitte, hogy veszített. Gyorsan elmenekült, nehogy fogságba essen. Helyettese, Kurt Schwerin tábornagy azonban a fegyelmezett porosz gyalogság segítségével megfutamította az osztrákokat. Frigyes később bevallotta, hogy rendkívül megalázónak érezte viselkedését és hogy Mollwitz volt az ő iskolája. Lovassága teljesítményét (amelynek képzését apja elhanyagolta a gyalogság kedvéért) azonban elégtelennek minősítette és Sziléziában töltött ideje jelentős részét arra fordította, hogy kellően beillessze őket katonai doktrínájába.
A mollwitzi osztrák vereségen felbátorodva a franciák és bajor szövetségesük 1741 szeptemberében szintén beléptek a háborúba; a szászokkal közösen hamarosan megközelítették Prágát. Eközben Frigyes a nymphenburgi liga többi tagjával együtt szorgalmazta Károly bajor választófejedelem megválasztását német-római császárrá. November végén a francia-bajor csapatok bevették Prágát, Károlyt pedig cseh királlyá koronázták. Röviddel később, 1742. január 24-én megválasztották császárrá is. Mikor az osztrákok kivonták sziléziai erőiket, hogy megvédjék Csehországot, Frigyes üldözőbe vette őket és megakadályozta, hogy elérjék Prágát. Az osztrákok ellentámadásba mentek át, de az 1742. május 17-én megvívott chotusitzi csatában ismét alulmaradtak a porosz gyalogsággal szemben (az átképzett lovasság jobban szerepelt mint Mollwitznél, de így is hátrányban maradtak).  A súlyos vereség és Prága elvesztése miatt Bécs békét kért. A júniusban megkötött breslaui béke Poroszországnak juttatta egész szinte Sziléziát és Glatz grófságát; az osztrákok csak Cseh-Sziléziát tarthatták meg.

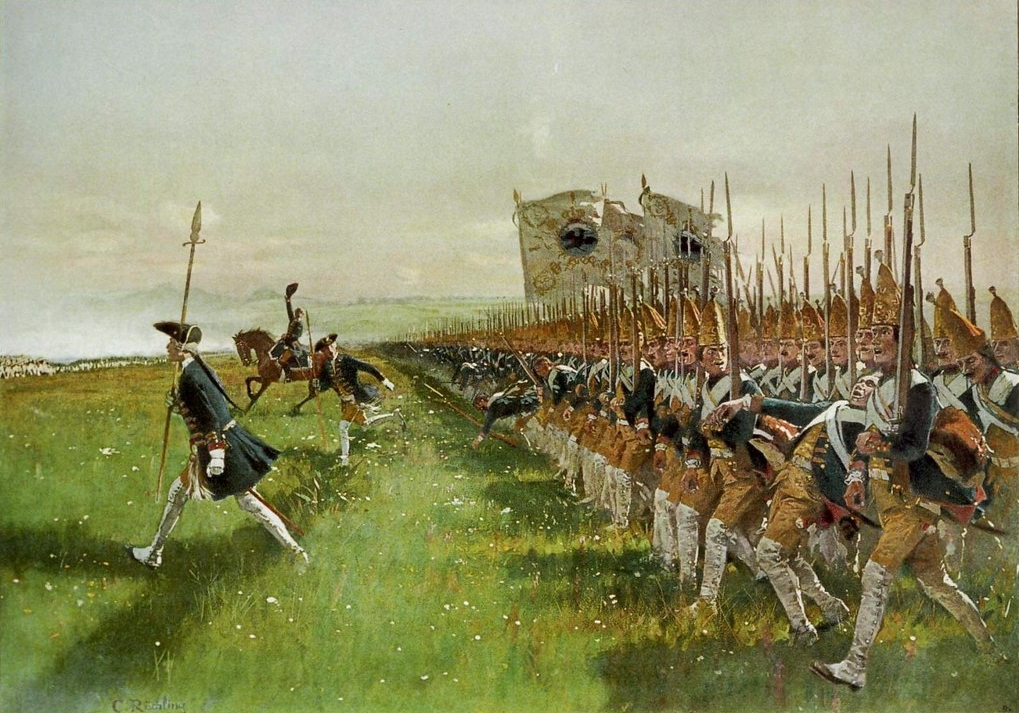
A porosz gyalogság rohama Hohenfriedbergnél (Carl Röchling képe, 1913)

Az észak felől bebiztosított osztrákok 1743-ban legyőzték a bajorokat és kiűzték a franciákat Csehországból. Frigyes azonban tartott tőle, hogy Mária Terézia a győzelem után megtámadja őt, hogy visszavegye Sziléziát. Megújított a francia szövetséget és 1744 augusztusában megelőző csapást vezetett Csehországba, megindítva ezzel a második sziléziai háborút. Egyenesen Prágát vette célba, amely három napos ágyúzást követően szeptember 16-án kapitulált. Frigyes csapatai ezután Közép-Csehország felé vették az irányt. Szászország ezúttal az osztrák oldalra állt a háborúban. Bár az osztrák és szász csapatok létszámban felülmúlták a poroszokat, nem mertek nyílt csatába bonyolódni, hanem inkább az utánpótlását próbálták elvágni. A tél közeledtével Frigyes kénytelen volt visszatérni Sziléziába. Mindeközben Frigyes megörökölt egy kis kelet-fríziai területet is az Északi-tenger partján, melynek ura örökös nélkül halt meg.
1745 januárjában meghalt VII. Károly császár. Bajorország kiszállt a háborúból és Mária Terézia férjét, Lotaringiai Ferencet választották meg a Birodalom élére. Az osztrákoknak most már csak a poroszokra kellett koncentrálniuk és őket segítették a szászok is. Gyakorlatilag ellenállás nélkül vonulhattak be Sziléziába (Louis Guy Henri de Valori francia diplomata állítólag megkérdezte Frigyest, hogy miért engedte hogy átkeljenek a határvidék hegyein, mire ezt válaszolta: Drága barátom, ha egeret akar fogni, ki kell nyitnia az egérfogót, aztán belesétálnak én meg agyoncsapom őket) Mindenesetre az 1745. június 4-én vívott hohenfriedbergi csatában Frigyes döntő győzelmet aratott. Ezt követően benyomult Csehországba és Soornál visszaverte az osztrák ellentámadást.. Ezután a szász főváros, Drezda felé fordult, mert megtudta, hogy a szászok Berlint akarják támadni. Támadásukat azonban a kesselsdorfi csatában a Lipót anhalt-dessaui herceg vezette poroszok könnyen hárították. Frigyes egyesült Lipót seregével, majd elfoglalta Drezdát, mire III. Ágost szász választófejedelem megadta magát.
1745. december 25-én megkötötték a drezdai békét, amelyben Ausztria kénytelen volt elismerni Szilézia elvesztését. A 33 éves Frigyesre ekkor használták először a "Nagy" jelzőt.

### A hétéves háború
Frigyes Szilézia biztosítása után kivonult az osztrák örökösödési háborúból, amely azonban végleg csak az 1748-as aacheni békével zárult le. Ezt követően még egy év sem telt el és Mária Terézia ismét szövetségeseket keresett (elsősorban Párizsban és Szentpétervárott) hogy visszavegye a poroszoktól Sziléziát. A drezdai béke óta eltelt évek alatt azonban Frigyes is erődöket épített az annektált területeken, bővítette hadseregét és újjászervezte pénzügyeit.
1756-ban a poroszok megkötötték Nagy-Britanniával a westminsteri konvenciót, amelyben vállalták Hannover védelmét egy francia támadás ellenében, cserébe azok érdektelenséget nyilvánítottak Szilézia kérdésében és felhagytak az orosz hadsereg pénzügyi támogatásával. Ez a lépés teljesen felforgatta az európai szövetségi rendszereket; hatására az egymással hagyományosan ellenséges Franciaország és Ausztria szövetséget kötöttek, amelyhez csatlakozott a cári Oroszország is. Frigyes, szokásához híven nem várta meg az ellenség támadását, hanem megelőző csapásként 1756. augusztus 29-én benyomult Szászországba, elkezdve ezzel a harmadik sziléziai háborút, illetve nagyobb léptékben a hétéves háborút. Drezda hamar elesett, a szász hadsereget Pirnában körbezárták, a sereg többi részével pedig Észak-Csehországba indultak, hogy ott teleljenek. Októberben a lobositzi csatában visszaverték a Pirna felmentésére induló osztrákokat, de Frigyes ezután lemondott csehországi terveiről és Szászországban telelt. Mikor október végén Pirna kapitulált, a szász katonákat besorozták a porosz seregbe. Emiatt és a semleges Szászország megtámadásáért a nemzetközi közvélemény Frigyes ellen fordult, ezt azonban kompenzálta a megszállt területek pénzügyi, katonai és stratégiai értéke.

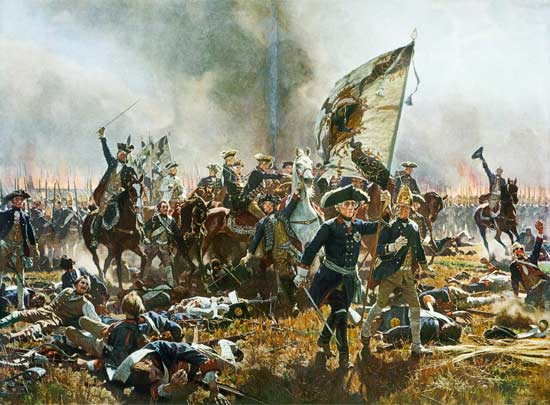
Nagy Frigyes a zorndorfi csatában (Carl Röchling képe, 1904)

A következő év kora tavaszán ismét Csehország következett. 1757. május 6-án Frigyes Prágánál megverte az osztrákokat, de olyan súlyos veszteségeket szenvedett, hogy nem merte megrohamozni a várost, csak ostromzár alá vette. Június 18-án a kolíni csatában Frigyes elszenvedte első komoly vereségét és kénytelen volt kivonulni Csehországból. Ősszel az osztrák-francia erők utánanyomultak Szászországba és Sziléziába, de Frigyes a rossbachi csatában visszaverte a nagy létszámfölényük miatt magabiztos támadókat. Ezután a leutheni ütközetben újabb vereséget mért az osztrákokra. Frigyes azt remélte, hogy a két győzelem elegendő lesz a status quo alapú békekötésre, de Mária Terézia eltökélte magát Szilézia visszaszerzésére. A porosz hadsereg fényes győzelmei ellenére súlyos veszteségeket szenvedett a csatákban, sok katonát pedig a járványok és a dezertálások miatt veszítettek el.
A háború hátralevő részében Poroszországnak a szélrózsa minden irányából támadó ellenségek (Ausztria, Franciaország, Oroszország, Svédország, a Német-római Birodalom kisebb államai) támadásait kellett hárítania. Harcában csak Nagy-Britannia, Hessen, Braunschweig és Hannover segítette. 1758-ban ismét magához ragadta a kezdeményezést és betámadott Morvaországba. Májusban ostrom alá vette Olomoucot, de miután a védők makacsul kitartottak és osztrákok megsemmisítették az utánpótlását, kénytelen volt visszavonulni Sziléziába. Eközben az oroszok 150 km-re megközelítették Berlint. Frigyes augusztusban döntetlenül végződő csatát vívott az oroszokkal Zorndorfnál, ahol hadserege harmadát elvesztette. Ezután délnek fordult, hogy hárítsa az osztrákok szászországi támadását, de október 14-én Hochkirknél vereséget szenvedett; szerencséjére Ausztria nem tudta kihasználni a győzelmet.

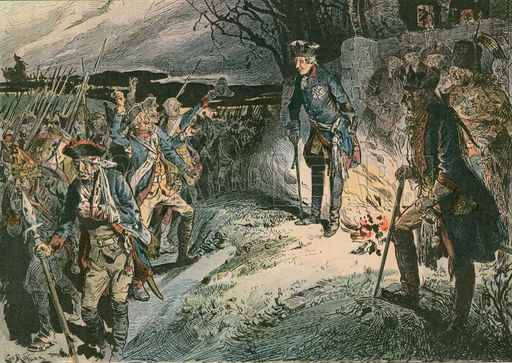
Nagy Frigyes a hochkirki vereség után (Carl Röchling, kb. 1900

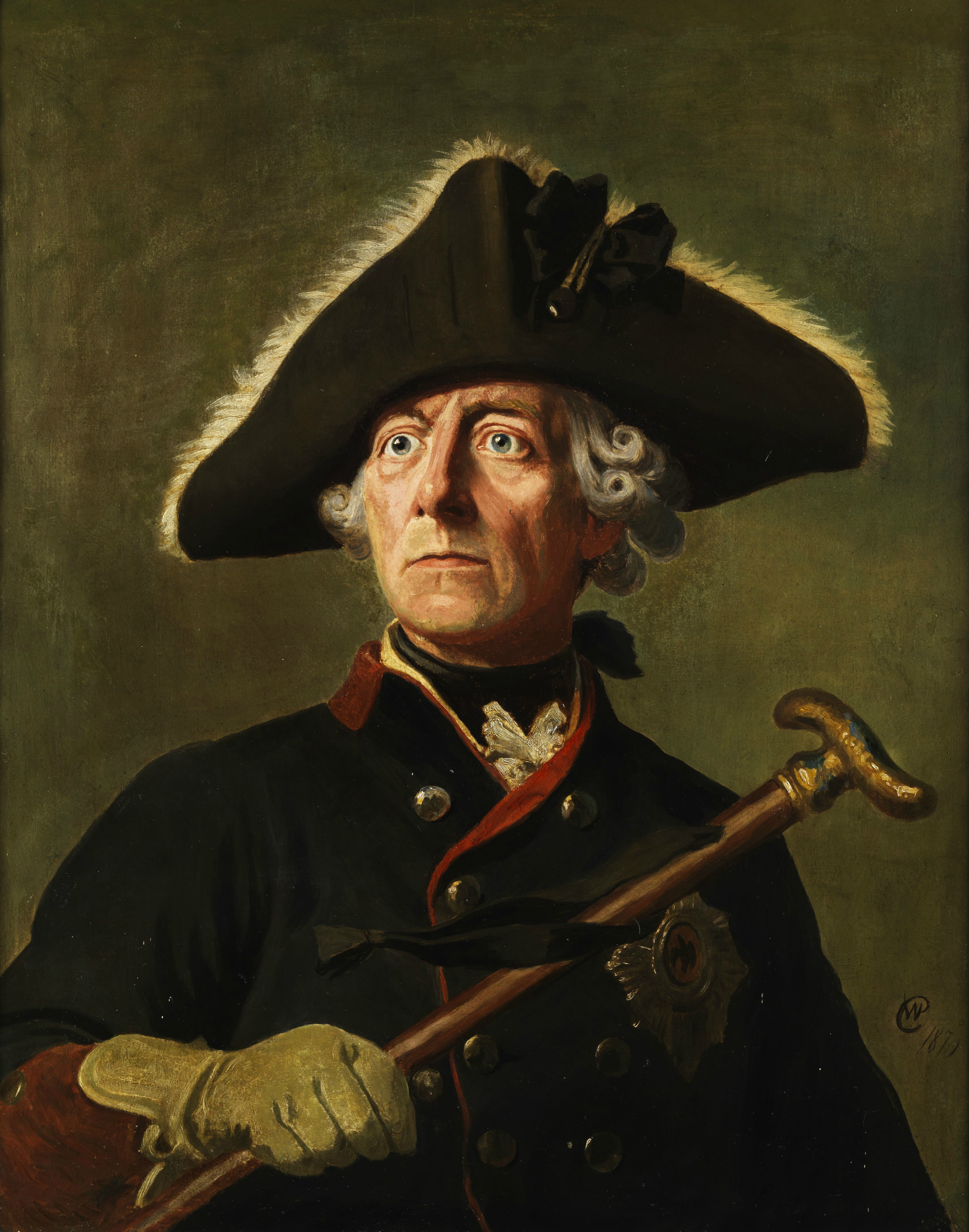
Frigyes idealizált arcképe (Wilhelm Camphausen, 1870)

1759-ben az osztrákok és az oroszok kezdeményeztek és ez így is maradt a háború végéig. Célpontul Berlint tűzték ki. Frigyes seregének nagy részét frissen toborzott, félig kiképzett katonák tették ki, így nem csoda, hogy augusztus 12-én a kunersdorfi csatában súlyos vereséget szenvedett. Csapatainak majdnem felét elvesztette és kis híján maga Frigyes is odaveszett, mikor egy golyót csak a tubákosszelencéje állított meg. Az ellenség azonban tétovázott, abban az évben nem mert továbbnyomulni (ezt nevezte Frigyes a "Brandenburg-ház csodájának"). A porosz király eközben az osztrákokat próbálta manőverezgetéssel kiszorítani Szászországból, ahol azok visszafoglalták Drezdát. Eközben újabb kudarcot kellett elkönyvelnie, mikor november 20-án tábornoka, Friedrich August von Finck Maxennél letette a fegyvert.
1760 elején az osztrákok tettek próbát Szilézia visszavételére, de augusztus 15-én Liegnitznél vereséget szenvedtek. A győzelem ellenére Frigyes nem tudta visszaszerezni a kezdeményezést és azt sem tudta megakadályozni hogy egy orosz-osztrák kontingens egy rövid időre elfoglalja és megsarcolja Berlint (immár másodszor a háborúban Hadik András 1757-es huszárcsínyje után). Ősszel került sor a háború utolsó jelentős csatájára, amikor Torgaunál Frigyes visszaverte a Berlint fenyegető ellenséget. Itt ő maga is megsebesült, egy gellert kapott golyó mellkason találta.
1761-re mind az osztrákok, mind a poroszok úgy kimerültek, hogy számottevő ütközetre nem került sor közöttük. Frigyes pozíciója tovább súlyosbodott, mikor Nagy-Britannia – amely győzelemmel zárta a háború észak-amerikai színterét, és amelynek királya, II. György (Frigyes nagybátyja) elhunyt – beszüntette Poroszország pénzügyi támogatását. AZ oroszok előrenyomultak és megszállták Pomerániát, valamint Brandenburg egy részét. Ahogyan az oroszok lassan Berlin felé közelítettek, úgy látszott hogy Poroszország hamarosan összeomlik. 1762. január 6-án Frigyes azt írta von Finckenstein grófnak, hogy: Most arra kellene gondolnunk, hogy az unokaöcsém számára tárgyalás útján megőrizzük a területem azon darabkáit, amelyeket meg tudunk menteni az ellenségeim mohóságától.
Január 5-én azonban meghalt Erzsébet cárnő és az orosz trónt poroszimádó unokaöccse, III. Péter (egyébként Holstein-Gottorp hercege) örökölte. Péter a példaképének tartotta Frigyest és első diplomáciai tette az volt, hogy porosz nemesi címet kért tőle, amit a király örömmel teljesített. Azt írta Frigyesnek, hogy szívesebben lenne a porosz hadsereg tábornoka, mint Oroszország cárja; és a rendelkezésére bocsátotta az orosz hadsereget. Ennek hatására Svédország is sietve békét kötött Berlinnel. A britektől elszenvedett észak-amerikai vereség után a franciák is hajlandóak voltak a békekötésre, így Frigyesnek sikerült egy patthelyzetet kiharcolnia az egyedül maradt osztrákokkal szemben. A hubertusburgi békével visszatértek a háború előtti status quóhoz. Frigyes presztízse rendkívüli módon megnőtt, miután a hatalmas túlerővel szemben is sikerült megtartania Sziléziát. Egy évvel később Nagy Katalin cárnő nyolc évre szóló szövetségi szerződést írt alá a poroszokkal (bár annak feltételei inkább az oroszoknak kedveztek).
Bár Frigyes végül diadalmaskodott, sikerének hatalmas ára volt. A pénzügyi terhek egy részét Nagy-Britannia állta, amely 1758-1762 között évente 670 ezer fontot utalt át a porosz államkasszának. Ennek ellenére Frigyesnek öt alkalommal kellett leértékelnie a porosz, illetve a megszállt területeken a szász és lengyel valutát  Ezzel sikerült fedeznie a háború költségeinek mintegy 20%-át, de ez hatalmas inflációt és a gazdaság visszaesését hozta magával. A megszállt Szászországot teljesen kifosztották. A lakosság és hadsereg súlyos veszteségeket szenvedett az idegen csapatok vonulásainak következtében. Frigyes legjobb tisztjei javarészt elestek a csatákban. Tíz évvel később, 1772-re a gazdaság nagyjából kiheverte a károkat és Frigyes ismét 190 ezres hadsereget (Európa harmadik legnagyobb haderejét) tudott felállítani, de a tisztek közül szinte senki sem volt az ő generációjának veteránja. A háború alatt Frigyest személyes veszteségek is érték, meghalt öccse, Ágost Vilmos; nővére, Vilhelmina; és az anyja is.

### Lengyelország első felosztása

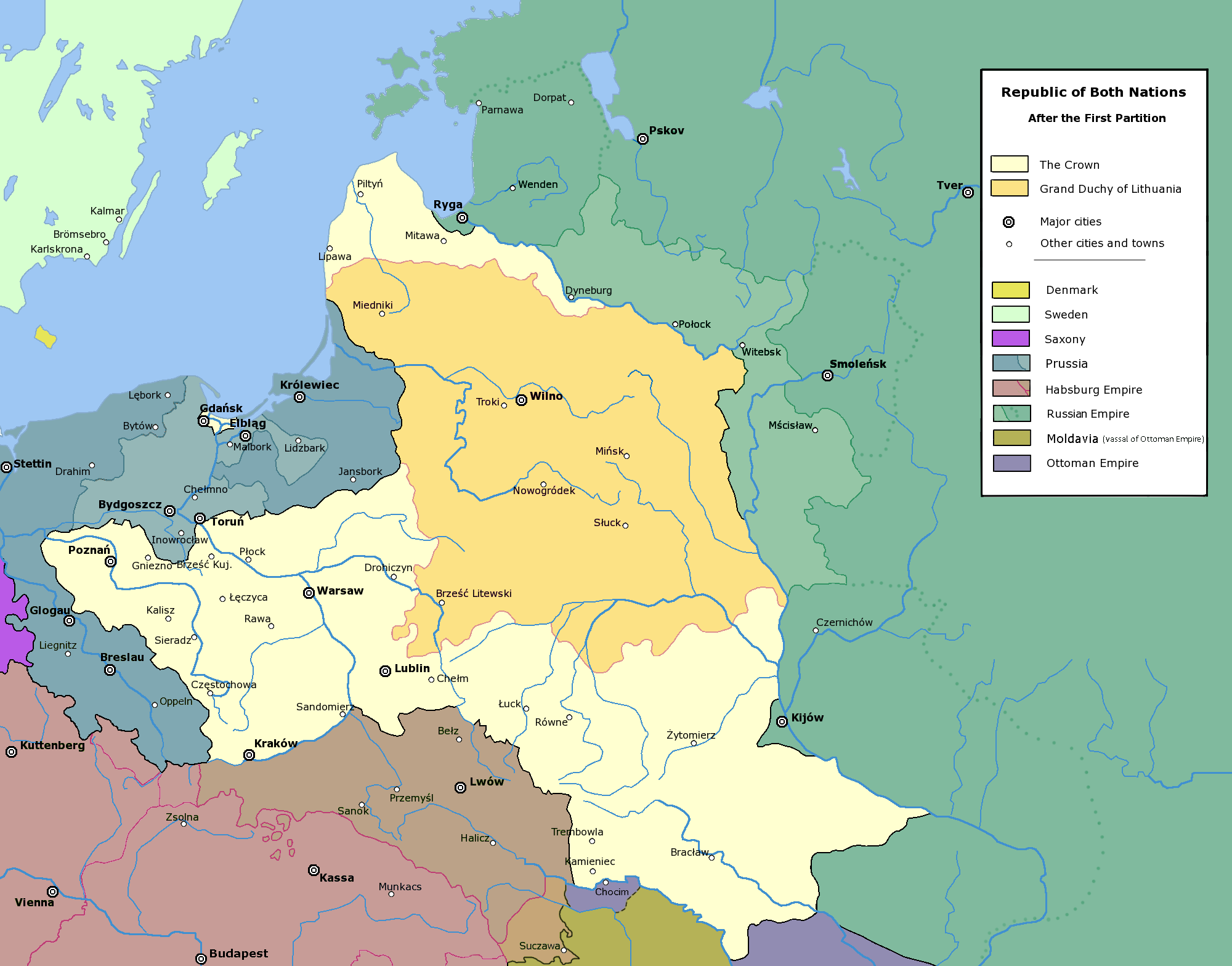
Lengyelország-Litvánai az 1772-es első felosztás után

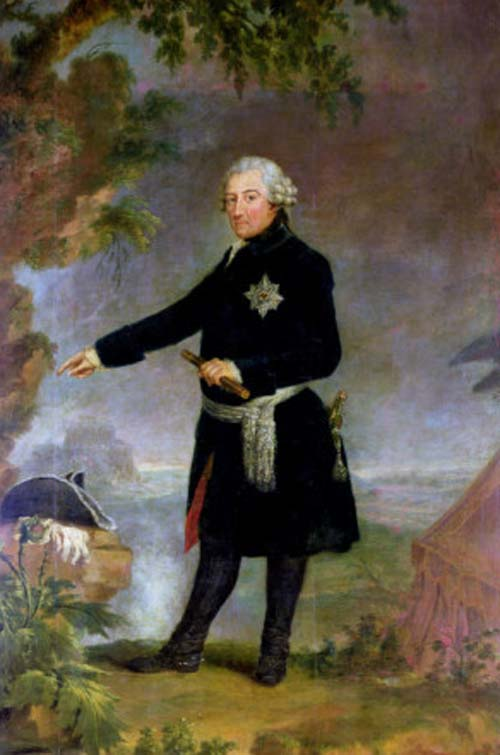
Az idős Frigyes (Anna Dorothea Therbusch képe, 1772)

A Brandenburg-Pomeránia tömb és Kelet-Poroszország ekkor még nem állt szárazföldi kapcsolatban egymással. Frigyes már 1731-ben, trónörökösként felvetette, hogy annektálni kellene Poroszország lengyel részét Lengyelországról azt mondta, hogy olyan mint egy articsóka, levélről levélre faljuk fel Tervei szerint a lengyel területek több adót és több rekrutát jelentenek majd az államnak, és valamennyire pótolják majd a tengerentúli gyarmatok hiányát.
Lengyelország-Litvánia ekkor gyenge volt, részben belső bajainak, részben a külső hatalmak beavatkozásainak következtében. Frigyes maga is igyekezett fenntartani ezt a gyengeséget, ahol tudta, akadályozta a lengyel pénzügyi vagy politikai reformokat A lengyel valuta elinflálásával és a lengyel gazdaság ütőerén, a Visztulán Marienwerdernél létesített vámszedőhellyel, valamint a lengyel vámkikötők ágyúzásával mesterségesen visszafogta a lengyel gazdaság fejlődését.
A poroszok a vallás ürügyén avatkoztak be a lengyel belügyekbe. Lengyelország lakosságának döntő többsége katolikus volt, de kb. 600 ezer ortodox és 250 ezer protestáns is élt határain belül (együttesen a lakosság kb. 10%-át tették ki). Az 1760-as években az ortodoxok és protestánsok politikai befolyása jóval meghaladta részarányukat, ezért a lengyel-litván szejm kezdte megnyirbálni jogaikat. A protestánsoknak megtiltották, hogy állami szolgálatba lépjenek vagy a szejm tagjai lehessenek. Frigyes kihasználta a lehetőséget és felvette az elnyomott protestánsok megmentőjének szerepét; sőt szövetséget kötött az ortodoxokat védelmező Nagy Katalin cárnővel, aki saját korábbi szeretőjét, Stanisław Poniatowskit ültette a lengyel trónra.
1769-1770-ben Oroszország megszállta a török vazallus dunai fejedelemségeket. A szentpétervári porosz követ (Frigyes öccse, Henrik) meggyőzte Katalint és az osztrákokat, hogy az oroszok ne Törökország rovására terjeszkedjenek, hanem kössenek háromhatalmi egyezséget Lengyelország felosztásáról. A megállapodás 1772-ben lépett érvénybe. Frigyes megkapta Lengyel-Poroszországot: mintegy 38 ezer km2-t 600 ezer lakossal. Bár területileg a poroszok kapták a legkisebb részt, gazdasági értéke kb. akkora volt, mint a másik két nagyhatalom jussa és miután egy tömbbe kötötte össze Poroszország területeit, stratégiai értéke rendkívüli volt. Poroszország egyúttal megkapta a Visztula torkolatát és elvágta Lengyelországot a tengertől. Mária Terézia csak vonakodva ment bele az egyezségbe, úgyhogy Frigyes gúnyosan meg is jegyezte róla: "Sír, de azért elveszi".
Frigyes azt állította, hogy a felsőbbrendű és felvilágosult porosz kultúra nevében civilizálni fogja az elmaradott, barbár lengyeleket,  akiket "lusta semmirekellőknek" nevezett. Hosszú távon németesíteni akarta az annektált területeket, elkobozta a lengyel koronabirtokokat és a kolostorok földjeit, németeket telepített, a lengyel férfiakat besorozta hadseregébe és olyan adórendszert vezetett be, amely aránytalanul sújtotta a lengyel nemességet.

### A bajor örökösödési háború
1777-ben III. Miksa József halálával Bajorországban örökösödési válság alakult ki. II. József osztrák császár szerette volna megszerezni az Ausztriával határos, nagy, német nyelvű államot és cserébe hajlandó lett volna lemondani Osztrák-Németalföldről (a mai Belgiumról). Frigyes azonban hallani sem akart Ausztria ilyen mértékű erősödéséről Közép-Európában. Az osztrákok megpróbálták a maguk oldalára állítani Párizst, de a franciák ekkor már belebonyolódtak az amerikai függetlenségi háborúba és egy osztrák szövetség gondolata sem volt túl népszerű.. A hétéves háborúban osztrák szövetséges Szászország osztotta Frigyes aggodalmait és az ő pártjára állt. Bécs többé-kevésbé elszigetelődött.
Az öregedő Frigyesnek már elege lett a háborúkból, de nem volt hajlandó engedni. A porosz hadsereg a király és Henrik öccse vezetésével benyomult Csehországba, de csak kerülgették egymást az osztrákokkal, egyik fél sem kereste a nyílt ütközeteket. József császár anyja (és uralkodótársa) Mária Terézia sem akart teljeskörű háborút Poroszországgal és titokban követeket küldött Frigyeshez a béketárgyalások megkezdéséről. A konfliktusnak akkor lett vége, mikor Katalin cárnő azzal fenyegetőzött, hogy porosz oldalon belép a háborúba; II. József vonakodva, de lemondott Bajorországról, a tescheni békében csak egy kis területi kompenzációt sikerült kiharcolnia. 1784-ben József ismét megpróbálta rátenni a kezét Bajorországra; Frigyes ekkor (úgymond a német szabadság védelme érdekében) megalapította a Fejedelmek szövetségét (Fürstenbund), amelyben a hannoveri és szász választófejedelmeken és a mainzi érseken kívül több kis német állam szövetkezett az osztrák ambíciók feltartóztatására.

## Politikája

### Közigazgatási és gazdasági reformok

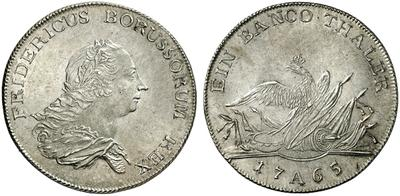
1765-ös porosz tallér Frigyes arcképével

Frigyes már elsőként kiadott művében, az Anti-Machiavelli-ben, valamint a későbbi Politikai testamentum-ban (Testament politique) megfogalmazta, hogy az uralkodó az állam első szolgája. Reformjaival az addig a másodosztályúnak, elmaradottnak tartott Poroszországból erős gazdaságú, politikailag felvilágosodott államot teremtett. Magas külső vámokkal és a belső kereskedelem gátjainak lebontásával segítette a hazai ipart. A sajtó és az irodalom szólásszabadsága jelentősen erősödött. Eltörölte a kínvallatást és korlátozta a halálbüntetés kiszabhatóságát. Samuel von Cocceji kancellár segítségével megreformálta, hatékonyabbá tette  a jogrendszert. Eltörölte a privilegizált osztályok külön bíróságait, ezzel jelentős lépést téve a jogegyenlőség irányába. Reformjait csak halála után vitték végbe teljesen, amikor 1794-ben megjelent a Porosz törvénykönyv, amelynek utólagos megítélése némileg ellentmondásos, mert keveredtek benne az abszolutizmus és az emberi jogok; a rendi privilégiumok és a törvény előtti egyenlőség eszméi.
Frigyes igyekezett rendbe tenni Poroszország pénzügyeit. 1750 januárjában Johann Philipp Graumannt kinevezte a pénz- és hadügyek, a királyi birtokok tanácsosává, valamint az állami pénzverdék főigazgatójává. Graumann megreformálta a pénzrendszert; ennek következtében a porosz tallér ezüsttartalma némileg csökkent 1/12 kölni márkáról 1/14-re, hogy nemesfémtartalma megfeleljen a névértékének.1⁄14, Ezzel véget vetett a tallér kivitelének (addig az érmék szinte verésük pillanatában kikerültek az országból) és a pénz Poroszországon belül maradt. A király a pénzkibocsátásból mintegy egymillió tallérnyi nyereséget könyvelhetett el. Az új pénzt idővel külföldön is elfogadták, ami segítette a porosz ipar és kereskedelem fejlődését. Frigyes aranypénzt ("Frigyes-arany") is kibocsátott, hogy a balti kereskedelemből kiszorítsa a holland dukátot. A fix arany-ezüst átváltási arány miatt azonban az aranypénzt jobban kedvelték, nagy mennyiségben került ki az országból, ezért Graumann 1754-ben kivonta a forgalomból.
A hétéves háború pénzleértékelései súlyos károkat okoztak a porosz monetáris rendszernek, amit Frigyes az 1763 májusában kiadott pénzrendelettel stabilizált. Ebben meghatározta az elértéktelenedett érmék árfolyamait és előírta, hogy az adókat a pénz háború előtti értékén kell befizetni. Ez készpénzhiányt idézett elő, de Frigyes a katonai célokra félretett gabonatartalékok piacra dobásával megelőzte az inflációt. Frigyes pénzreformjait sok más európai uralkodó is bevezette. Stabilitása és problémamentes működése következtében a porosz pénzrendszer vált az északnémet térség standardjává.
1751-ben a király megalapította az Emdeni Társaságot, amely távol-keleti kereskedelemmel foglalkozott. Bevezette a lottót, a tűzbiztosítást és a giro hitelbankokat a gazdaság stabilizálása érdekében. Egyik nagy vívmánya a gabonaárak szabályozása volt; az állami raktárak segítségével azokban a régiókban sem szöktek egekbe az élelmiszerárak, ahol rossz volt a termés. Johann Ernst Gotzkowskyt megbízta a kereskedelem előmozdításával és – versenyre kelve Franciaországgal – 1500 munkást alkalmazó selyemmanufaktúrát alapított.

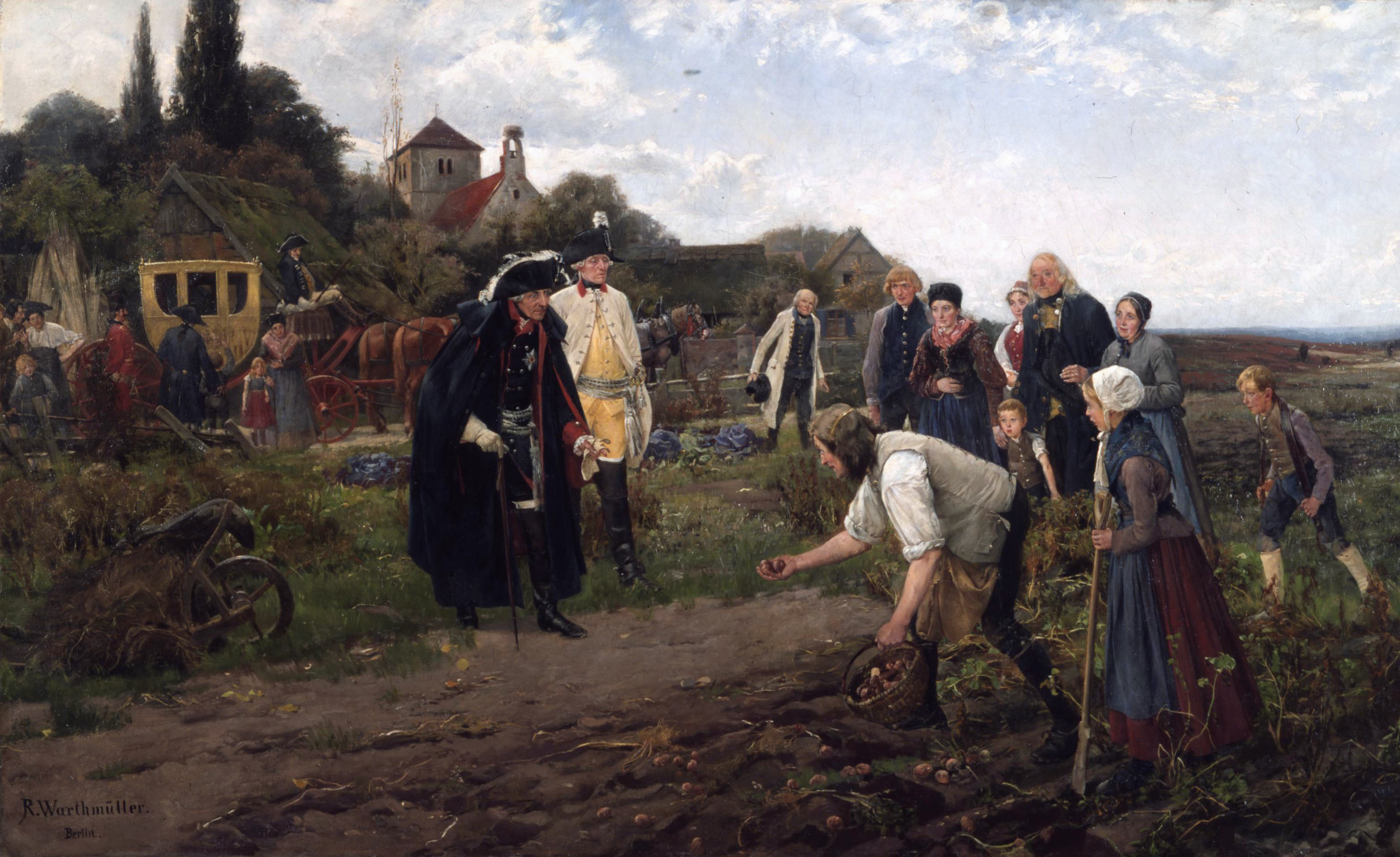
A király mindenütt ott van (Frigyes megszemléli a krumplitermést) (Robert Warthmüller képe, 1886)

Frigyes modernizálta a porosz közigazgatást és egész birodalmában vallási toleranciát hirdetett, hogy több telepest vonzzon Kelet-Poroszországba. Francia szakértők segítségével bevezette a közvetett adózás rendszerét, amely több bevételhez juttatta az államot, mint a közvetlen adózás; bár a külföldi szakértők feltehetően zsebre tették a haszon egy részét. Új rendeleteivel visszafogta az adótisztviselők megvesztegethetőségét. 1781-ben királyi monopóliummá tette a kávékereskedelmet és rokkant katonákat, az ún. kávészagolókat bízta meg azzal, hogy kémleljék ki az illegális kávépörkölőket.
Frigyest élénken foglalkoztatta a mezőgazdaság fejlesztése, különösen a mocsarak lecsapolására és az új termőföldek feltörésére fektetett nagy hangsúlyt. Uralkodása alatt mintegy 1200 új falut alapítottak. Ahogyan Voltaire-nek írta: "Aki feljavítja a talajt, megműveli a parlagot és lecsapolja a mocsarakat, az visszaszorítja a barbárságot." Lecsapoltatta az Oderbruch mocsárvidékét és ezzel 60 ezer hektárnyi termőföldhöz jutott. Igaz, eközben elpusztították a lápok természetes élőhelyeit, de Frigyes – felvilágosodott kortársaihoz hasonlóan – egyébként is haszontalannak tartotta a megműveletlen földterületeket. Figyelemmel kísérte az új csatornák építését, amelyeket az öntözésen kívül szállításra is lehetett használni és kezdeményezte új haszonnövények termesztését, elsősorban a burgonyáét és a marharépáét. Emiatt megkapta a "krumplikirály" gúnynevet is.
Frigyes alapította Poroszország első állatorvosiskoláját. A kortárs nemesség többségétől eltérően nem vadászott (a vadászatot, kegyetlen, durva, tanulatlan tevékenységnek tartotta) és a lovagláshoz nem vett fel sarkantyút. Mikor utóbbi miatt megkérdezték, miért nem teszi, azt válaszolta: "Nyomjon egy villát a meztelen hasába és hamar megérti miért." Szerette a kutyáit és a lovát; úgy végrendelkezett, hogy kutyái mellé temessék.

### Vallás

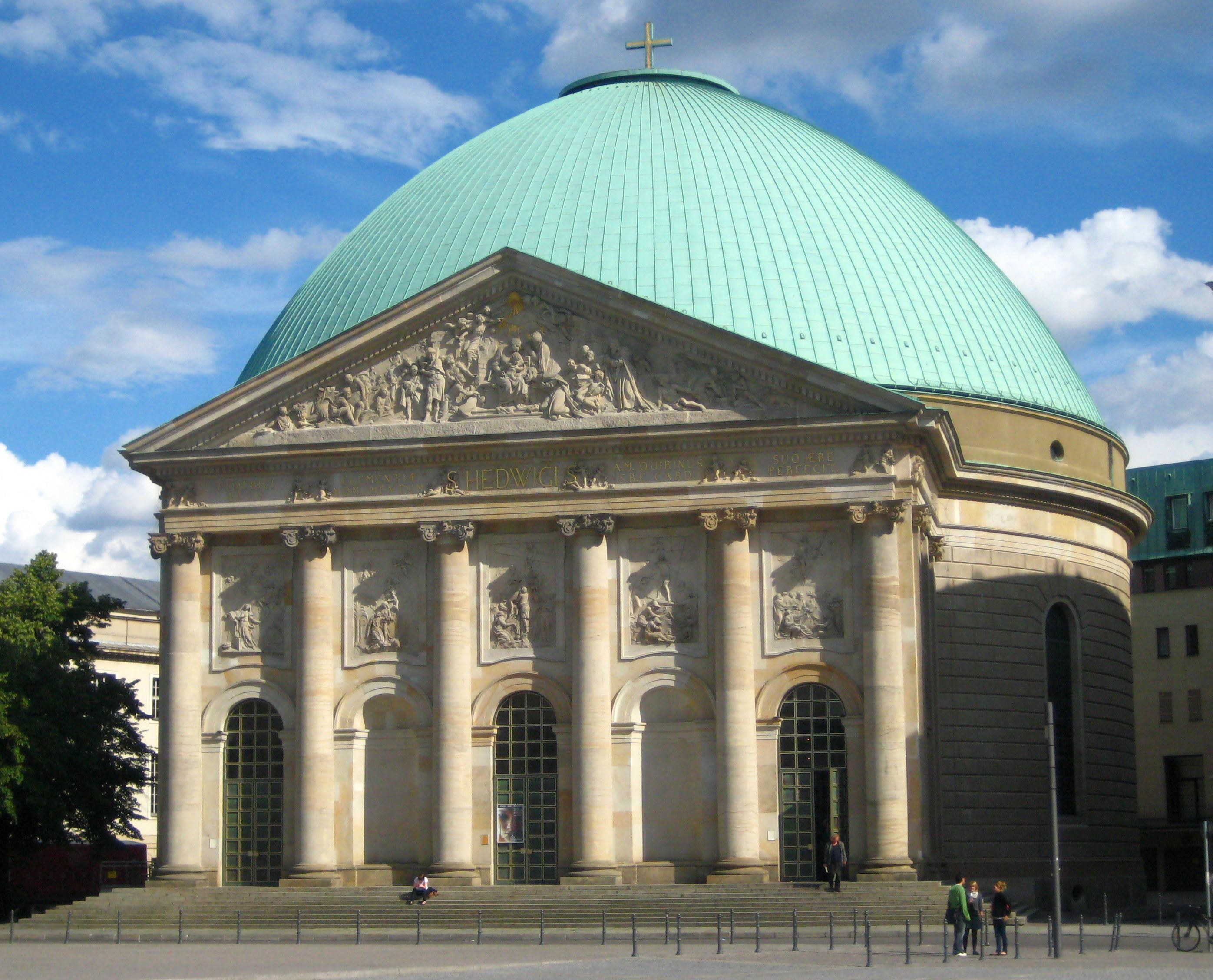
A Szt. Hedvig-székesegyház volt az első berlini katolikus templom a reformáció óta

Hívő kálvinista apjával ellentétben Frigyes vallási ügyekben szkeptikus volt, leginkább deistának mondták. Frederick gyakorlatiasan viszonyult a vallásos hithez. Élete során háromszor vallotta meg hitét: Katte 1730-as kivégzését követő fogságában, Szilézia 1741-es meghódítása után, valamint közvetlenül a hétéves háború kezdete előtt, 1756-ban. Ezek a vallomások minden esetben személyes vagy politikai célokat is szolgáltak.
Országában minden hitet megtűrt, de a protestánsok voltak a kedvezményezettek, magasabb állami tisztségekbe nem választott katolikusokat. Frigyes gyors fejlődést akart, az egyes régiók szükségleteinek és adottságainak megfelelően. Szakértő tanárokra, iparosokra, bankárokra volt szüksége, függetlenül attól hogy jezsuiták, hugenották vagy zsidók voltak-e. A katolikus többségű Sziléziában, Warmiában és Netzében engedélyezte a jezsuita iskolák működését, és akkor sem űzte el őket, amikor XIV. Kelemen pápa komoly korlátozásokat vezetett be a renddel szemben. Ignacy Krasicki warmiai katolikus érsek a barátai közé tartozott és őt kérte fel a Szt. Hedvig-székesegyház 1773-as felszentelésére. Befogadta a bigott katolikus uralom alól menekülő protestáns cseh takácsokat, sőt felmentette őket az adózás és katonai szolgálat alól. Vallástól és nemzetiségtől függetlenül szívesen látott minden betelepülőt, így Poroszország lakossága viszonylag hamar kiheverte Frigyes véres háborúit.
A katolikushoz képest toleránsabban viszonyult a zsidókhoz, de gyakorlatiassága ellenére ő sem volt mentes kora előítéleteitől. Így írt Politikai testamentum-ában: "Túl sok zsidó lakik a városainkban. A lengyel határon szükség van rájuk, mert arrafelé egyedül a héberek kereskednek. De ahogy távolodunk a határtól, a zsidók egyre több hátrányt jelentenek, klikkekbe tömörülnek, csempészkednek és mindenféle gazemberségre vetemednek, ami nagy kárára van a keresztény polgároknak és kereskedőknek. Soha nem üldöztem senkit sem ebből, sem más egyéb szektából; úgy gondolom azonban, hogy jó lenne odafigyelni arra, hogy számuk ne növekedjen."
Ha szükségesnek ítélte meg, nem habozott áthágni a vallási szabályokat. Sziléziában a kánonjogot megkerülve hozzá lojális katolikus papoknak juttatott tisztségeket. Lengyel-Poroszországban elkobozta a katolikus egyház birtokait és a papság közvetlenül az államtól kapta a jövedelmét, hogy létbiztonsága lojalitásától függjön.
A felvilágosodás sok más vezető alakjához hasonlóan Frigyes is szabadkőműves volt, 1738-as braunschweigi útja során csatlakozott egy ottani páholyhoz. Tagsága legitimizálta a szervezet poroszországi működését és megvédte a társadalmi felforgatás vádjaitól. 1786-ban eljutott a legfelső, 33. fokozatú rangig; a 32. és 33. fokozatú tagok az ő kétfejű sasos címerét használhatták.
Vallási toleranciája és közismert szabadkőművessége miatt Frigyest a francia forradalmat követően reakciós erők azzal vádolták, hogy tevékeny részt vállalt egy nemzetközi összeesküvésben, amely "a kereszténység elpusztítására" és "a királyok és uralkodók elleni lázadás szítására" törekedett; ebben a mozgalomban ő lett volna a főkolompos Voltaire, Jean le Rond d'Alembert és Denis Diderot "titkos védelmezője és tanácsadója".

### Művészetek

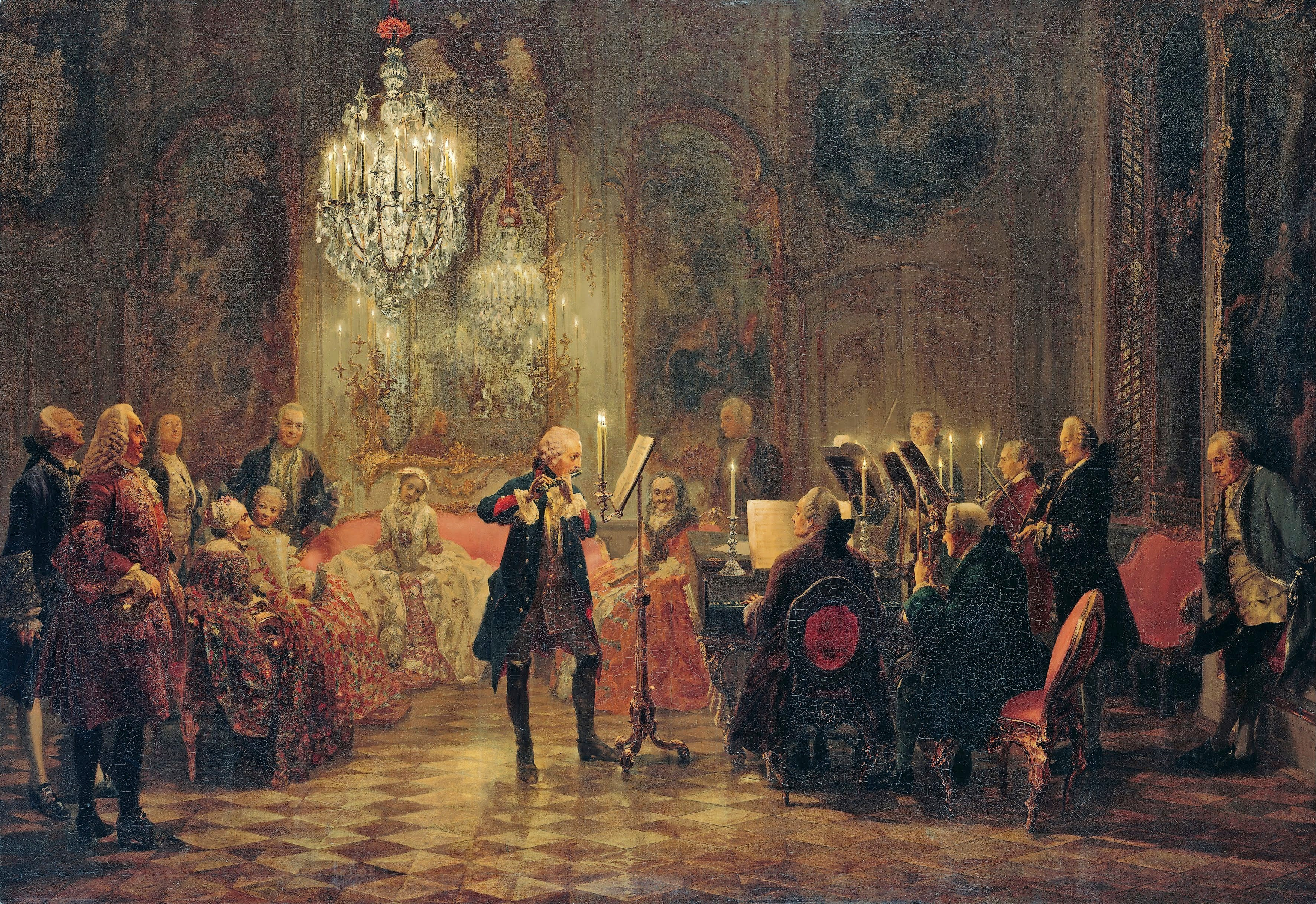
Frigyes fuvolán játszik a Sanssouci zenetermében (Adolph Menzel képe, 1852)

Frigyes nagy barátja volt a zenének. Udvari zenészei között volt Carl Philipp Emanuel Bach (Johann Sebastian Bach fia), Carl Heinrich Graun és Franz Benda. 1747-ben Potsdamban találkozott Johann Sebastian Bachhal és a király tréfás feladványából született a Zenei áldozat (Musikalisches Opfer) c. zenemű. Ő maga is tehetséges zenész és komponista volt; jól játszott fuvolán, 121 szonátát írt fuvolára, ezen kívül 4 concertót fuvolára és vonósokra, négy szimfóniát, három indulót és hét áriát. Állítólag ő írta a Hohenfriedbergi induló-t is a hohenfriedbergi győzelme emlékére. Számos fuvolaszonátáját Johann Joachim Quantzcal közösen írta, aki ifjúkorában a zenetanára volt, majd Frigyes 1741-ben meghívta az udvarába.
Frigyes Graunnal közösen írt vázlatokat, skicceket, librettókat a Berlini Operaházban előadott operákhoz. Ezek közé tartozott a Coriolano (1749), a Silla (1753), a Montezuma (1755) vagy az Il tempio d'Amore (1756). Frigyes úgy vélte, hogy az opera fontos szerepet játszhat a felvilágosodás eszméjének terjesztésében, általa bírálta a babonákat és a Poroszországban még mindig népszerű pietizmust. Az opera népszerűsítése érdekében ingyenessé tette az előadásokat.
Frigyes filozófiai műveket is írt, bár királyként egyre nehezebben tudta összeegyeztetni feladatait ifjúságának idealista eszméivel. Írásait "A Sans-Souci filozófusának művei" címmel tette közzé. Rendszeresen levelezett a francia felvilágosodás legfontosabb szereplőivel, köztük Voltaire-rel is, aki Frigyest egy ízben filozófuskirálynak titulálta. Kapcsolatot tartott fen d'Argens márkival, akit 1742-ben királyi kamarásává, később pedig a Porosz Művészeti Akadémia és a Berlini Operaház vezetőjévé nevezett ki. Szellemi nyitottságának azért megvoltak a határai; nem kedvelte az enciklopédistákat vagy kora francia szellemi avantgardját Az üldözött Rousseau-nak azonban éveken át menedéket adott. 
Korának más európai uralkodóihoz hasonlóan Frigyes is XIV. Lajost és a francia udvart tekintette kulturális példaképének. A francia ízlést és modort követte, bár az ő esetében ez talán lázadás is volt franciagyűlölő, puritán apja ellen. Gyerekkorában francia nevelői voltak,, könyvtárában szinte minden könyv franciául íródott és legszívesebben franciául társalgott és írt (bár a helyesírással néha meggyűlt a baja).
A közigazgatásban és a hadseregben a német nyelvet használta, amiről azt állította, hogy soha nem tanult meg rendesen beszélni és írni rajta. Nem is szerette a németet, diszharmonikusnak és esetlennek tartotta. De la littérature allemande ("A német irodalomról", 1780) c. esszéjében kifejtette a véleményét a német írókról, akik "zárójelet zárójelre halmoznak és az ember gyakran csak az oldal legvégén találja meg azt az igét, amelytől az egész mondat értelme függ". Korának német irodalmát és színházát – talán a harmincéves háború pusztításainak következményeként – a franciához képest alsóbbrendűnek tartotta. Élesen kritizálta Goethe Götz von Berlichingen c. drámájának sikerét, egyrészt mert hasonlított az általa utált Shakespeare műveihez, de főleg mert nem tartotta be a király által szent tartott arisztotelészi hármas egységet. Úgy vélte, hogy a német nyelv még felzárkózhat riválisaihoz, de ehhez egy teljes nyelvújításra, számos tehetséges íróra és legalább egy évszázadnyi gondos patronálásra van szükség. Frigyes frankofíliájának megvoltak a határai: elítélte a francia udvar tékozlását és luxusát, kigúnyolta azokat a német fejedelmeket (Főleg a szász III. Ágostot), akik a francia fényűzést utánozták. Saját udvara meglehetősen spártai és takarékos volt, udvaroncait közeli barátainak szűk körére korlátozta. Ebben hasonlított apjára, bár Frigyes és barátai sokkal inkább értékelték a kultúrát.
Ellenérzései dacára Frigyes támogatta a német nyelv használatát és fejlesztését elősegítő Királyi Német Társaságot (Königliche Deutsche Gesellschaft). Engedélyezte hogy a nevében használja a "királyi" jelzőt és helyet adott nekik a königsbergi palotájában, de tevékenységük iránt nem igazán érdeklődött. Azt is előírta hogy a jogszabályokat a közérhetőség kedvéért az addigi latin helyett németül tegyék közzé. Az ő ideje alatt vált Berlin a német felvilágosodás egyik központjává.

#### Építészet, képzőművészet

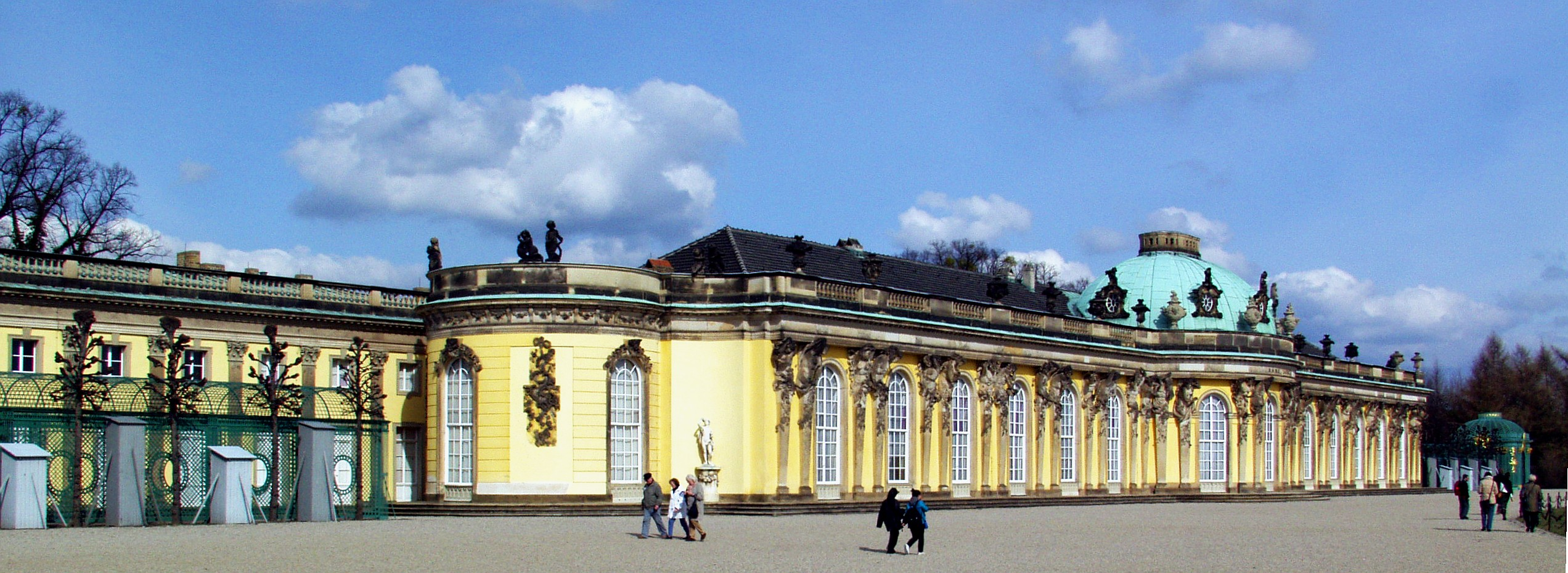
A Sanssouci déli homlokzata

Frigyesnek Berlin számos nevezetes épülete köszönheti létét, köztük pl. a Berlini Állami Operaház, a Királyi Könyvtár (ma Berlini Állami Könyvtár), a Szt. Hedvig-székesegyház vagy a Henrik herceg palotája (ma a Humboldt Egyetem főépülete). Egy részük, köztük az Operaház és a charlottenburgi kastély egyik szárnya a rokokó stílus egy egyedi változatában készült, amelyet Frigyes Georg Wenzeslaus von Knobelsdorffal közösen dolgozott ki. Ezt az ún. Frigyes-rokokót legjobban talán nyári rezidenciája, a Sanssouci (franciául "gondtalanság") palota testesíti meg.
A művészetek nagy pártfogójának számító király gyűjtötte a festményeket és ókori szobrokat is. Kedvenc festője Jean-Antoine Watteau volt. Kifinomult ízlését jól tükrözi a Sanssouci egységes egészet alkotó belső dekorációja festményeivel, szobraival, építészeti megoldásaival. A mennyezetek aranyozott stukkóit Johann Michael Merck és Carl Joseph Sartori készítette. A nyugati szárnyban és a központi épület galériáján flamand és németalföldi festők képeit állították ki, a keleti szárny pedig az itáliai reneszánsznak és barokknak adott otthont.

#### Természettudományok

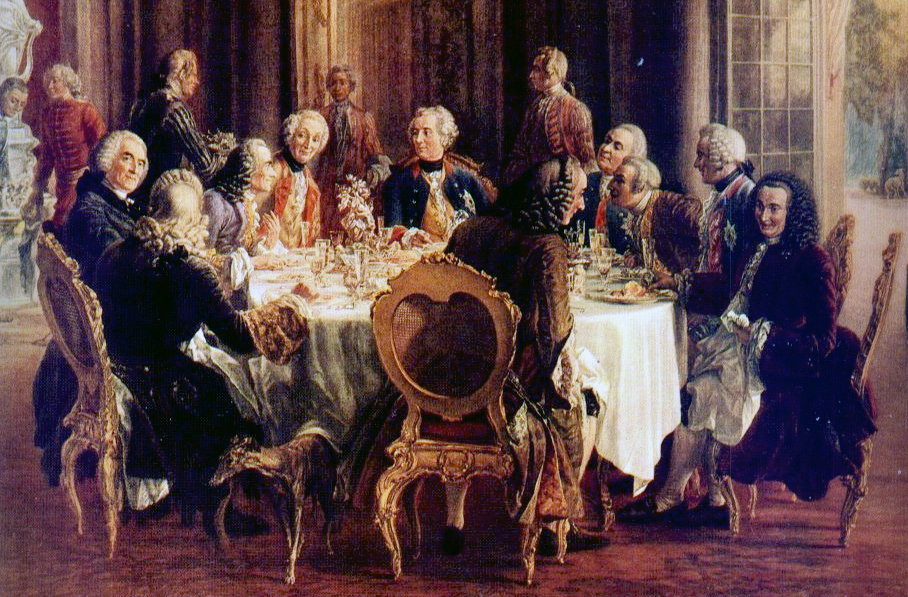
Nagy Frigyes kerekasztala (lila kabátban Voltaire látható) (Adolph Menzel képe, 1849)

Trónra lépésekor Frigyes – akinek célja az volt hogy Berlin olyan kulturális központ legyen, amely felveszi a versenyt Párizzsal vagy Londonnal – újranyitotta a Porosz Tudományos Akadémiát, melyet apja takarékosságból bezáratott. Egész Európából Berlinbe hívta a tudományos élet kiválóságait hogy csatlakozzanak akadémiájához, melynek hivatalos nyelvévé a franciát tette meg. Az akadémia különösen a matematika és filozófia terén volt Európa élvonalában és olyan hírességeket tudhatott tagjai között, mint Immanuel Kant, D'Alembert, Pierre Louis de Maupertuis vagy Étienne de Condillac. A 18. század közepén azonban mintegy két évtizedre válságba került olyan belső viták és rivalizálások miatt, mint a newtoni és leibnizi iskolák szembenállása vagy Voltaire és Maupertuis személyes konfliktusa. A monarchista Maupertuis (1746-1759 között az akadémia elnöke) szerint az egyének tevékenységét az őket magában foglaló intézmény határozza meg és az állam dicsőségét kell öregbíteniük. A republikánus d'Alembert viszont az írástudók nemzetközi köztársaságát tartotta a tudományos haladás fő mozgatórugójának. Frigyes halálakor az akadémia nemzetközi elismertségnek örvendhetett és jelentősen előremozdította a német kultúrát és tudományt. Többek között matematikusai (Leonhard Euler, Joseph-Louis Lagrange, Johann Heinrich Lambert vagy Johann Castillon) tették a világ egyik vezető tudományos centrumává.

## A stratéga és katonai teoretikus

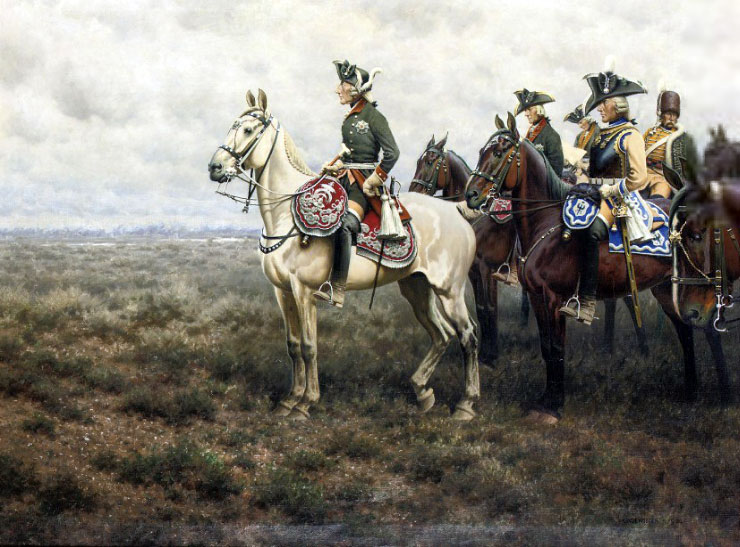
Nagy Frigyes felméri a csatamezőt (Hugo Ungewitter képe, 1906)

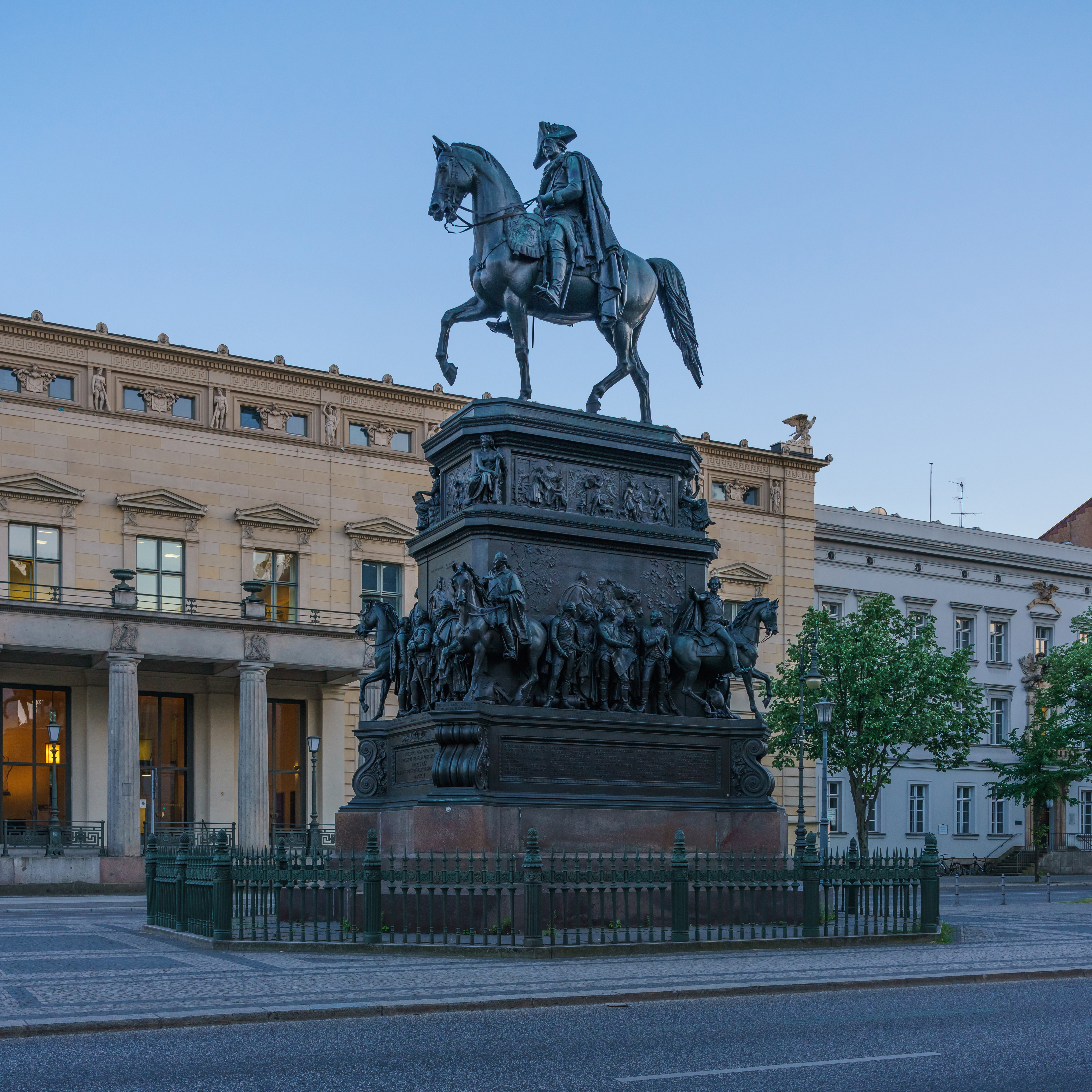
Nagy Frigyes lovasszobra a berlini Unter den Linden-en

Apja aggodalmai ellenére Frigyesből kiváló hadvezér vált. Első mollwitzi kudarca után későbbi csatáiban kimondottan bátornak mutatkozott, sokszor személyesen vezette katonáit a csatamezőn és többször is kilőtték alóla a lovát. Tizenhat nagy csatában és több ostromban vezette a porosz hadsereget, és bár nem győzött mindig, de politikai céljait szinte kivétel nélkül elérte. Csodálták taktikai érzékéért; ő volt a ferde csatarend (amikor az egyik szárny túlsúlyával létszámhátrányból is győzelmet tudott elérni) alkalmazásának egyik úttörője. Emellett tehetséges stratéga is volt, csapatai mozgatásában remekül használta fel a belső vonalakat, hogy megakadályozza a túlerőben lévő ellenség egyesülését vagy hogy elérjék a belső porosz területeket.
Napóleon maga is első osztályú hadvezérnek tartotta Frigyest; 1807-ben a negyedik koalíciós háborúban aratott győzelme után meglátogatta Frigyes potsdami sírját és megjegyezte tisztjeinek: "Uraim, ha ez az ember még élne, most nem lennék itt." Napóleon gyakran olvasgatta Frigyes írásait a hadjáratairól és belső lakosztályában felállíttatta a porosz király kis szobrát.
Frigyes legjelentősebb katonai sikereit Hohenfriedbergnél (1745-ben az osztrák örökösödési háborúban aratott taktikai győzelme), Rossbachnál (ahol a 40 ezer fős osztrák-francia sereget 21 ezer katonával győzte le úgy, hogy az ellenség 10 ezres veszteségével szemben csak 550 porosz esett el) és Leuthennél (ahol 39 ezres seregével 22 ezres veszteséget – közte 12 ezer fogoly – okozott Lotaringiai Károly 65 ezres osztrák hadának).
Frigyes tudta hogy kis országának mindenképpen szüksége van szövetségesekre az olyan behemótokkal szemben, mint Franciaország vagy Ausztria. Bár szükség esetén habozás nélkül nyúlt fegyverhez, lehetőleg kerülte az elhúzódó háborúkat. Állítása szerint Poroszország háborúinak rövideknek és gyorsaknak kell lenniük, különben szétzilálódik a hadsereg fegyelme, elpusztul a lakosság és kimerítik az ország erőforrásait.
Frigyes elismert katonai teoretikus volt, akinek elemzései bőséges személyes harctéri tapasztalataiból fakadtak, és egyaránt érintette a stratégia, a taktika, a mobilitás és a logisztika témaköreit. II. József császár így írt: „Amikor a porosz király a hadművészet kérdéseiről beszél, amelyeket alaposan tanulmányozott és amelyekről minden hozzáférhető könyvet elolvasott, akkor minden szava feszes, határozott és szokatlanul informatív. Nincs mellébeszélés, állításait tényekkel és történelmi példákkal bizonyítja, mert a történelmet kiválóan ismeri."
A mai hadtörténészek korának egyik legagresszívabb taktikusának tartják Frigyest, aki igyekezett lekötni az ellenséget, hogy aztán ügyes manőverezéssel váratlan irányból elsöprő csapást mérjen rá. Kortársaihoz képest sokkal inkább hajlamos volt váratlan offenzívával döntést kicsikarni, ám akcióit mindig gondosan megtervezte, az előrelátást a hadvezérek egyik legfontosabb tulajdonságának tartotta. A csatatéren két dolgot tartott alapvetőnek: a sebes haladást és a tűzgyorsaságot. Kritikusai szerint viszont hajlamos volt arra, hogy rendszeresen – szinte szándékosan – mindent, egész hadseregét, országát, saját életét – egyetlen lapra feltéve kockáztasson.
A hétéves háború során a porosz hadsereg félelmetes hírnévre tett szert. Csodálták hatékonyságát és sikereit; számos európai hatalom – főleg Francia- és Oroszország – porosz mintára alakította át haderejét.

## Halála

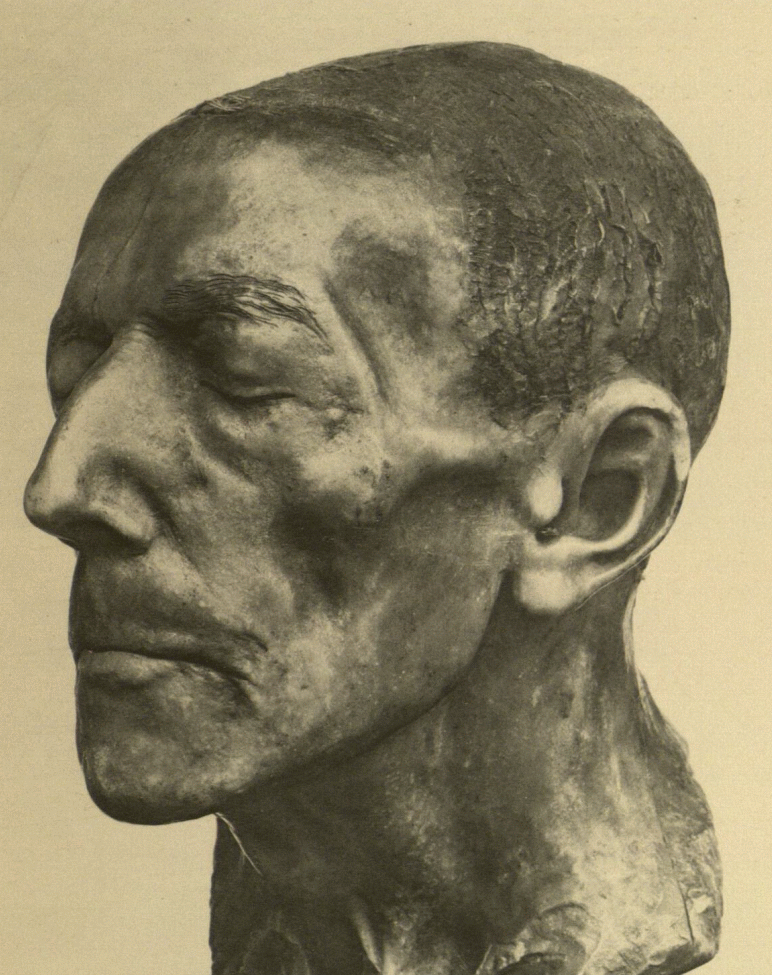
Frigyes halotti maszkja

Az öregedő Frigyes egyre magányosabbá vált. Sanssouci-beli régi baráti körének tagjai sorra meghaltak, új barátokat alig szerzett. A király maga is egyre akadékoskodóbb, szeszélyesebb lett, elidegenítve magától tisztjeit és hivatalnokait. Katonai sikerei és felvilágosult reformjai miatt azonban a nép körében rendkívül népszerű volt, a berliniek mindig ünnepelve fogadták az utcán. Beceneve a Vén Fritz (Der Alte Fritz) volt. Frigyes azonban nem élvezte a népszerűséget, jobban szerette olasz agarainak társaságát, akiket az "ő Pompadourjainak" (utalva XV. Lajos híres szeretőjére, Madame de Pompadourra) nevezett. Hatvanas évei végén, hetvenes évei elején egészsége megromlott, egyre inkább kínozta az asztma és a köszvény. Szokásain azonban nem változtatott, hajnal előtt kelt; naponta hat-nyolc csésze, mustárral és borssal ízesített kávét ivott; és a rá jellemző szívóssággal intézte az állam ügyeit.
Frigyes 1786. augusztus 17-ének reggelén halt meg, Sanssouci-beli dolgozószobájának karosszékében ülve, 74 éves korában. Végakaratában azt kívánta, hogy a kastély szőlőteraszánál temessék el, kedvenc agarai mellé. Utóda (és unokaöccse) II. Frigyes Vilmos azonban úgy rendelkezett, hogy apja mellé temessék a potsdami helyőrségi templomba. A második világháború végén a légitámadások miatt Hitler átvitette koporsóját egy sóbányába. 1946-ban a megszálló amerikai hadsereg Marburgba szállította a koporsót. 1953-ban Frigyes és apja maradványait Hohenzollern várába vitték. 1991. augusztus 17-én, Frigyes halálának 205. évfordulóján koporsóját katonai tiszteletadás mellett Sanssouciba szállították, ahol kívánságának megfelelően különösebb ceremónia nélkül az általa készíttetett kriptában helyezték el. "Filozófusként éltem és úgy kívánok temetkezni is, pompa és parádé nélkül," írta.}} Sírjának látogatói gyakran tesznek egy krumplit a sírkövére, emlékezve reformjaira és hogy ő terjesztette el a burgonyát Poroszországban.

## Emlékezete

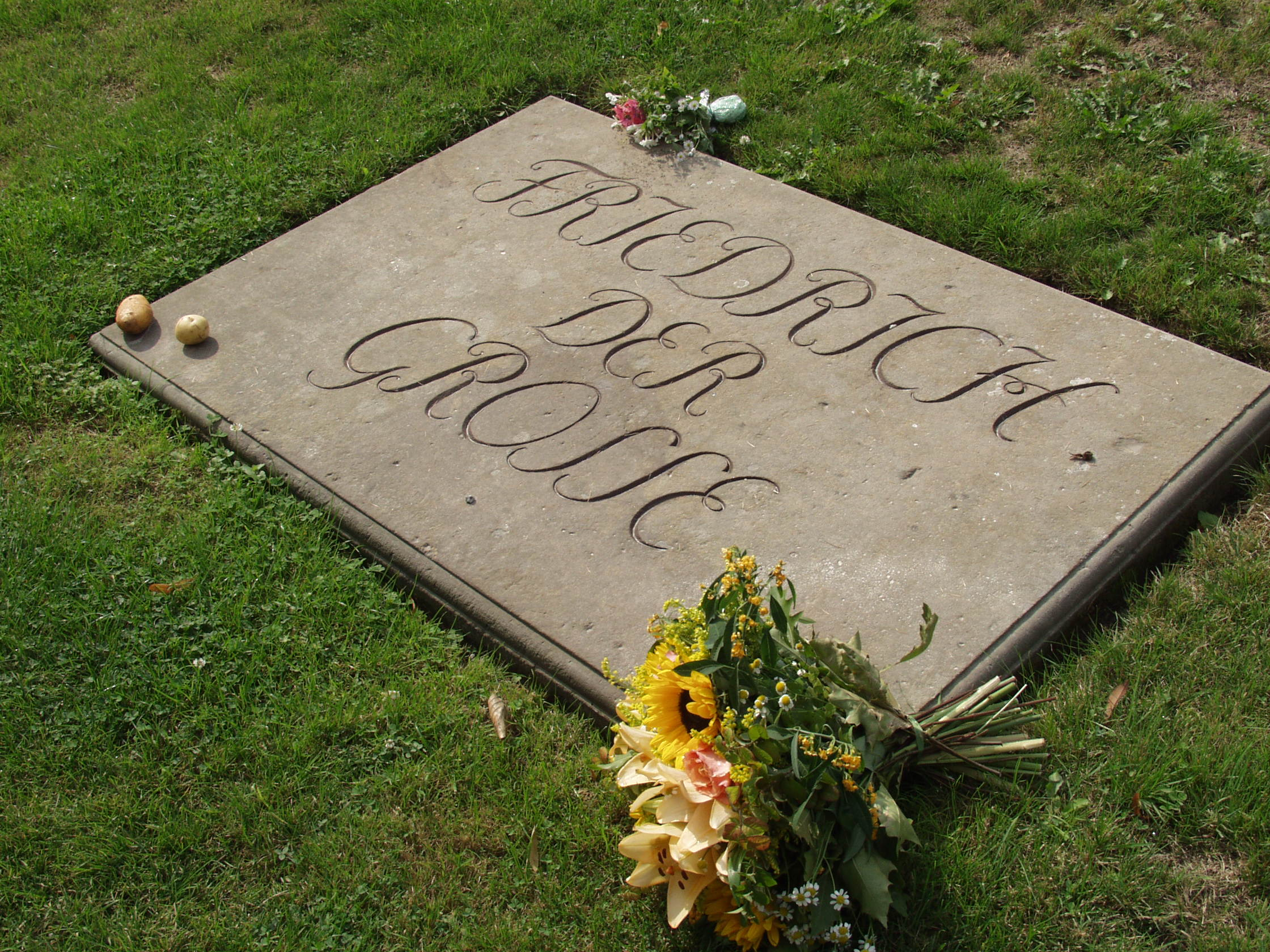
Nagy Frigyes burgonyákkal díszített sírköve a Sanssouci parkjában

Nagy Frigyes a németek egyik nemzeti hőse, sokak szerint ő volt újkori történelmük legnagyobb uralkodója. Kultusza már a 19. században virágzott, róla mintázták a német katona romantikus alakját, dicsérték vezetői képességeit, adminisztrációs hatékonyságát, kötelességtudatát és hogy sikerült Poroszországot európai nagyhatalommá tennie. Népszerűsége az első világháború után is töretlen maradt. A Harmadik Birodalomban a nemzetiszocialista propaganda is piedesztálra emelte, Hitler egyik elődjének tartotta. Plakátjaikon együtt ábrázolták Frigyest, Bismarckot és Hitlert, hogy érzékeltessék a közöttük húzódó történelmi folytonosságot. Hitler gyakran hasonlította magát hozzá, berlini bunkerjében ott tartotta Frigyes portréját.
A háborús vereség után igyekeztek kisebbíteni Poroszország és a porosz militarizmus szerepét a német történelemben, így Frigyes alakja mind Nyugat-, mind Kelet-Németországban háttérbe szorult. Kelet-Németországban eltávolították köztéri szobrait. A berlini Unter den Linden-i lovasszobrát azonban – értékelve Frigyes szerepét a német felvilágosodásban – 1980-ban visszatették a helyére. AZ újraegyesült Németországban Frigyes népszerűsége ismét emelkedőben van.
A 21. századi hadtörténészek Frigyest továbbra is tehetséges, rátermett hadvezérnek tartják, bár néhányan vitatják eszméinek eredetiségét. Elismerik államszervezői képességeit mecénási tevékenységét. Nagy Frigyes a felvilágosult abszolutista uralkodó tipikus példája, még ha a hódító politika miatt néha félre is kellett tennie idealista elveit.

#### Könyvek
- Adler, Simon. Political Economy in the Habsburg Monarchy 1750–1774: The Contribution of Ludwig Zinzendorf. Cham, Switzerland: Palgrave Macmillan (2020). ISBN 978-3-030-31006-6. OCLC 1144785160
- Alford, Kenneth D.. Nazi Plunder: Great Treasure Stories of World War II. Da Capo Press (2000). ISBN 978-0-306-82090-8. OCLC 883414554
- Anderson, Fred. Crucible of War: The Seven Years' War and the Fate of Empire in British North America, 1754–1766. Vintage Books (2001). ISBN 978-0-375-70636-3. OCLC 906979201
- Aramayo, Roberto R.. The Chimera of the Philosopher King: Around the Kantian Distinction between the Moral Politician and Political Moralist: The Dilemmas of Power, or the Frustrated Love Affair between Ethics and Politics. Madrid: Ediciones Alamanda (2019). OCLC 1154081295
- Asprey, Robert B.. Frederick the Great: The Magnificent Enigma. New York: Ticknor & Fields (1986). ISBN 978-0-89919-352-6. OCLC 1018166962
- Encyclopaedia Britannica (1911 ed.): Elizabeth Petrovna
- Barruel, Augustin. The Antichristian Conspiracy, Memoirs Illustrating the History of Jacobinism. Hartford, CT: Hudson & Goodwin (1799. június 22.). OCLC 745190442
- Bentley, Michael. Companion to Historiography. Oxfordshire, UK: Taylor & Francis (2002). ISBN 978-0-203-99145-9. OCLC 1113786932
- Berridge, Vanessa. The Princess's Garden: Royal Intrigue and the Untold Story of Kew. Amberley Publishing Limited (2015). ISBN 978-1-4456-4336-6. OCLC 958484538
- Billows, Richard. Kings and Colonists: Aspects of Macedonian Imperialism. Leiden, Netherlands: E.J. Brill (1995). ISBN 978-90-04-10177-7. OCLC 465569961
- Blackbourn, David. The Conquest of Nature: Water, landscape and the making of modern Germany. New York: W.W. Norton & Co. (2006). ISBN 978-0-393-06212-0. OCLC 939012570
- Blanning, T. C. W.. Frederick the Great: King of Prussia. New York: Random House (2016). ISBN 978-1-4000-6812-8. OCLC 994869052
- Persecution and Pluralism: Calvinists and Religious Minorities in Early Modern Europe, 1550–1700. Peter Lang (2006). ISBN 978-3-03910-570-0. OCLC 799969494
- Brunhouse, Jay. Maverick Guide to Berlin. London: Pelican Publishing (2006). ISBN 978-1-58980-301-5. OCLC 68263059
- Citino, Robert M.. The German Way of War: From the Thirty Years' War to the Third Reich. Lawrence: University Press of Kansas (2005). ISBN 978-0-7006-1624-4. OCLC 255036325
- Wilhelmine of Prussia, Margravine of Brandenburg-Bayreuth. Memoirs of Wilhelmine, Margravine of Baireuth ford.: Princess Christian of Schleswig-Holstein:. New York: Harper & Brothers, 5–14. o. (1888). OCLC 352010
- Clark, Christopher. Iron Kingdom: The Rise and Downfall of Prussia 1600–1947. Cambridge, MA: Belknap Press of Harvard University Press (2006). ISBN 978-0-674-02385-7. OCLC 988484180
- Crompton, Louis. Homosexuality and Civilization. Harvard University Press (2003. június 22.). ISBN 978-0-674-03006-0. OCLC 727025329
- Connelly, Owen. On War and Leadership: The Words of Combat Commanders from Frederick the Great to Norman Schwarzkopf. Princeton, NJ: Princeton University Press (2002). ISBN 0-691-03186-X. OCLC 636080992
- Craig, Gordon Alexander. Germany, 1866–1945. Oxford, UK: Oxford University Press (1978). ISBN 978-0-19-822113-5. OCLC 3730700
- Davies, Norman. [[[:Sablon:Google book]] Europe: A History]. Oxford University Press (1996). ISBN 978-0-19-820171-7. OCLC 851818872
- Dilthey, Wilhelm. Frederick and the Academy, Frederick the Great. A Profile. Hill and Wang (1972). ISBN 0-8090-4678-4. OCLC 1147898734
- Duffy, Christopher. Frederick the Great: A Military Life. London: Routledge & Kegan Paul (1985). ISBN 978-0-7100-9649-4. OCLC 851984981
- Earle, Rebecca. Feeding the People: The Politics of the Potato. Cambridge, England: Cambridge University Press (2020). ISBN 978-1-108-48406-0. OCLC 1157281407
- Egremont, Max. Forgotten Land: Journeys among the Ghosts of East Prussia. New York: Farrar, Straus, and Giroux (2011). ISBN 978-0-374-53356-4. OCLC 812066422
- Berlin: The Spatial Structure of a Divided City. Oxfordshire, UK: Taylor & Francis (2005). ISBN 978-1-135-83505-7. OCLC 230766184
- Ergang, Robert. The Potsdam Führer: Frederick William I, Father of Prussian Militarism. Borodino Books (2017). ISBN 978-1-78720-424-9. OCLC 982450924
- Fraser, David. Frederick the Great: King of Prussia. New York: Fromm International (2001). ISBN 978-0-88064-261-3. OCLC 316869398
- Friedrich, Karin. [[[:Sablon:Google book]] The Other Prussia: Royal Prussia, Poland and Liberty, 1569–1772]. Cambridge University Press (2000. június 22.). ISBN 978-0-521-58335-0. OCLC 827756844
- Gaines, James R.. Evening in the Palace of Reason: Bach Meets Frederick the Great in the Age of Enlightenment. New York: Harper Perennial (2006). ISBN 978-0-00-715658-0. OCLC 1114563339.
- Goerlitz, Walter. History of the German General Staff, 1657–1945. New York: Frederick a. Praeger (1957). OCLC 638655829
- Gooch, G. P.. Frederick the Great, the Ruler, the Writer, the Man. London: Dorset Press (1990). ISBN 0-88029-481-7. OCLC 945677799
- Gundolf, Friedrich. Frederick's Essay on German Literature, Frederick the Great. A Profile. Hill and Wang (1972). ISBN 0-8090-4678-4. OCLC 1147898734
- Hamilton, Andrew. The Queen, Rheinsberg: Memorials of Frederick the Great and Prince Henry of Prussia. London: John Murray (1880). OCLC 831959319
- Hassall, Arthur. The Balance of Power, 1715–1789, Periods of European History. New York: Macmillan (1896). OCLC 1013337056
- Henderson, W. O.. Studies in the Economic Policy of Frederick the Great. Oxfordshire, UK: Taylor & Francis (1963). ISBN 978-0-415-38203-8. OCLC 762511848
- Hertz, Deborah. How Jews Became Germans: The History of Conversion and Assimilation in Berlin. Yale University Press (2008). ISBN 978-0-300-15003-2. OCLC 1054870517
- Hodgetts, E. A. Brayley. The Life of Catherine the Great of Russia. New York: Bretano's (1914). OCLC 752702416
- Hoffmann, Hilmar. The Triumph of Propaganda: Film and National Socialism, 1933–1945, Volume 1. Berghahn Books (1997). ISBN 978-1-57181-122-6. OCLC 833642907
- Holborn, Hajo. A History of Modern Germany: 1648–1840. Princeton University Press (1982). ISBN 978-0-691-00796-0. OCLC 1043227086
- Kakel, Carroll P.. [[[:Sablon:Google book]] The Holocaust as Colonial Genocide: Hitler's 'Indian Wars' in the 'Wild East']. New York: Springer (2013. június 22.). ISBN 978-1-137-39169-8. OCLC 865160408
- Johansson, Warren. Frederick II (The Great) of Prussia (1712–1786), Encyclopedia of Homosexuality. Oxfordshire, UK: Taylor & Francis, 428–429. o. (2016)
- Kaplan, Herbert H.. The First Partition of Poland. New York: Columbia University Press (1962). OCLC 59019600
- Kaufmann, Thomas DaCosta. [[[:Sablon:Google book]] Court, Cloister, and City: The Art and Culture of Central Europe, 1450–1800]. Chicago: University of Chicago Press (1995). ISBN 978-0-226-42729-4. OCLC 904781018
- The Oxford Dictionary of Music. New York: Oxford University Press (2006). ISBN 978-0-19-861459-3. OCLC 315814951
- Kershaw, Ian. Hitler 1936–1945: Nemesis. New York: W W. Norton (2000. június 22.). ISBN 0-393-04994-9. OCLC 759932866
- Koch, H. W.. A History of Prussia. New York: Barnes & Noble Books (1978). ISBN 978-0-88029-158-3. OCLC 878984854
- Konopczyński, Władysław. A Brief Outline of Polish History. Geneva: Imprimerie Atar (1919). OCLC 1041592137
- Introduction, Enlightened War: German Theories and Cultures of Warfare from Frederick the Great to Clausewitz. Rochester, NY: Camden House (2011). ISBN 978-1-282-99415-7. OCLC 642845346
- Kugler, Franz Theodor. History of Frederick the Great: Comprehending a Complete History of the Silesian Campaigns and the Seven Years' War, Illustrated by Menzel, Adolph, London: Henry G. Bohn (1845). OCLC 249507287
- Kulak, Teresa. The Economy and Socioeconomic Processes in the Silesia Region (from the Mid-18th Century to 1918), Silesia under the Authority of the Hohenzollerns (1741–1918), Cuius regio? Ideological and Territorial Cohesion of Silesia (c. 1000–2000). Wrocław, Poland: eBooki.com.pl (2015). OCLC 1073799048
- Ladd, Brian. [[[:Sablon:Google book]] The Ghosts of Berlin: Confronting German History in the Urban Landscape]. Chicago: University of Chicago Press (2018). ISBN 978-0-226-55872-1. OCLC 1039503412
- Lavisse, Ernest. The Conflict between Father and Son, The Youth of Frederick the Great. Chicago: Griggs and Company (1892). OCLC 560874037
- Liberles, Robert. Jews Welcome Coffee: Tradition and Innovation in Early Modern Germany. Brandeis University Press (2012). ISBN 978-1-61168-246-5. OCLC 793207865
- King Frederick II of Prussia. [[[:Sablon:Google book]] Frederick the Great's Philosophical Writings]. Princeton, NJ: Princeton University Press (2021). ISBN 9780691176420. OCLC 1151104252
- Locke, Ian. Magnificent Monarchs. London: MacMillan, 8. o. (1999). ISBN 978-0-330-37496-5. OCLC 40982247
- Longman, Frederick. Frederick the Great and the Seven Years' War. F. W. Longman (1899). OCLC 3555337
- Lowenstein, Steven M.. The Berlin Jewish Community: Enlightenment, Family and Crisis, 1770–1830. Oxford University Press (1994). ISBN 978-0-19-535942-8. OCLC 468053530
- Lukowski, Jerzy Tadeusz. Liberty's Folly: The Polish-Lithuanian Commonwealth in the Eighteenth Century, 1697–1795. Routledge, 176. o. (2013). ISBN 978-1-136-10364-3. OCLC 469802840
- King Frederick II of Prussia. Frederick the Great on the Art of War. New York: Free Press (1999). ISBN 0-306-80908-7. OCLC 1023180593
- MacDonogh, Giles. Frederick the Great: A Life in Deed and Letters. New York: St. Martin's Griffin (2000). ISBN 0-312-25318-4. OCLC 247328824
- Melton, James Van Horn. The Rise of the Public in Enlightenment Europe. Cambridge, UK: Cambridge University Press (2001). ISBN 978-0-521-46969-2. OCLC 1267424369
- Middleton, Richard. The Bells of Victory. The Pitt-Newcastle Ministry and the Conduct of the Seven Years' War 1757–1762. Cambridge, UK: Cambridge University Press (1985). ISBN 978-0-521-26546-1. OCLC 185308412
- Mitford, Nancy. Frederick the Great. New York: E. P. Dutton (1984). ISBN 0-525-48147-8. OCLC 317097274
- Ozment, Steven. A Mighty Fortress: A New History of the German People. New York: Harper Perennial (2005). ISBN 978-0-06-093483-5. OCLC 876581764
- Philippson, Martin. The First Partition of Poland and the War of the Bavarian Succession, The Age of Frederick the Great, A History of All Nations from the Earliest Times: Being a Universal Historical Library. Philadelphia: Lea Brothers & Co. (1905). OCLC 7148407
- Reddaway, William Fiddian. Frederick the Great and the Rise of Prussia. New York: G. P. Putnam's Sons (1904). OCLC 1154299633
- Redman, Herbert J.. Frederick the Great and the Seven Years' War, 1756–1763. Jefferson, North Carolina: McFarland & Company (2014). ISBN 978-0-7864-7669-5. OCLC 911211481
- Quantz, Johann Joachim. On Playing the Flute. New York: Schirmer (1975). OCLC 993453962
- Reiners, Ludwig. Frederick the Great: A Biography. New York: G. P. Putnam & Sons (1960). OCLC 221946415
- Richard, Ernst. History of German Civilization. A General Survey. Macmillan Publishers (1913). OCLC 551574
- Ritter, Gerhard. Frederick the Great: A Historical Profile ford.: Peter Paret:. Berkeley: University of California Press (1974). OCLC 969781207
- Sainte-Beuve, Charles Augustin. Frederic the Great, Monday-Chats ford.: Mathews, William:. Chicago: Knight & Leonard (1877). OCLC 226414234
- Schieder, Theodor. Frederick the Great, Edited and translated by Berkeley, Sabina and Scott, H. M., New York: Addison Wesley Longmann (2000). ISBN 0-582-01768-8. OCLC 50663120
- Schui, Florian. Rebellious Prussians: Urban Political Culture Under Frederick the Great and His Successors. Oxford, UK: Oxford University Press (2013). ISBN 978-0-19-959396-5. OCLC 868492693
- Schweizer, Karl W.. England, Prussia, and the Seven Years' War: Studies in Alliance Policies and Diplomacy. Edwin Mellen Press (1989). ISBN 978-0-88946-465-0. OCLC 925033688
- Scott, Hamish. [[[:Sablon:Google book]] The Emergence of the Eastern Powers 1756–1775]. Cambridge, UK: Cambridge University Press (2001. június 22.). ISBN 978-0-521-79269-1. OCLC 45888917
- Shaw, William Arthur. The History of Currency, 1252–1894: Being an Account of the Gold and Silver Moneys and Monetary Standards of Europe and America, Together with an Examination of the Effects of Currency and Exchange Phenomena on Commercial and National Progress and Well-being. London: Wilson & Milne (1895. június 22.). OCLC 472824658
- Asprey, Robert B.. Frederick the Great: The Magnificent Enigma. New York: Ticknor & Fields (1986). ISBN 978-0-89919-352-6. OCLC 1018166962
- Showalter, Dennis E.. The Wars of Frederick the Great. Longman (1996). ISBN 978-0-582-06259-7. OCLC 32236821
- Showalter, Dennis E.. Frederick the Great: A Military History. Barnsley, UK: Pen & Sword Books (2012). ISBN 978-1-78303-479-6. OCLC 848270249
- Simon, Edith.. The Making of Frederick the Great. Boston: Little, Brown and Company (1963). OCLC 633592760
- Snyder, Louis. Introduction, Frederick the Great. Englewood Cliffs: Prentice-Hall (1971). ISBN 978-0-13-330605-7. OCLC 111960
- Stollberg-Rillinger, Barbara. The Holy Roman Empire: A Short History. Princeton, NJ: Princeton University Press (2018). ISBN 978-0-691-17911-7. OCLC 1077613642
- Stone, David. Fighting for the Fatherland: The Story of the German Soldier from 1648 to the Present Day. Herndon, VA: Potomac Books (2006). ISBN 978-1-84486-036-4. OCLC 255309021
- Strachan, Hew. Military Modernization, 1789–1918, The Oxford History of Modern Europe. Oxford, UK: Oxford University Press (2000). ISBN 978-0-19-285371-4. OCLC 1264970240
- Szabo, Franz. A.J.. [[[:Sablon:Google book]] The Seven Years' War in Europe]. Oxfordshire, UK: Francis & Taylor (2008). ISBN 978-0-582-29272-7. OCLC 470987920
- Teter, Magda. [[[:Sablon:Google book]] Jews and Heretics in Catholic Poland: A Beleaguered Church in the Post-Reformation Era]. Cambridge University Press (2005). ISBN 978-0-521-85673-7. OCLC 1264880635
- Tuttle, Herbert. History of Prussia. New York: Houghton, Mifflin & Co. (1888. június 22.). OCLC 6178216
- Waite, Arthur Edward. A New Encyclopedia of Freemasonry. New York: Wings Books (1994). ISBN 978-0-517-19148-4. OCLC 777435960

#### Cikkek
- Aarsleff, Hans (1989). „The Berlin Academy under Frederick the Great”. History of the Human Sciences 2 (2), 193–206. o. DOI:10.1177/095269518900200203.
- Ashton, Bodie (2019). „Kingship, sexuality and courtly masculinity: Frederick the Great and Prussia on the cusp of modernity”. ANU Historical Journal II (1), 109–136. o. DOI:10.22459/ANUHJII.2019.11.
- Bourke, John (1947). „Frederick the Great as music-lover and musician”. Music & Letters 28 (1), 63–77. o. DOI:10.1093/ml/XXVIII.1.63. JSTOR 854712.
- Cajori, Florian (1927). „Frederick the Great on mathematics and mathematicians”. The American Mathematical Monthly 32 (3), 122–130. o. DOI:10.1080/00029890.1927.11986664. JSTOR 2298702.
- Carruth, William H. (1899). „The religion of Frederick the Great. With illustrations from Adolf Menzel”. The Open Court 1899 (10), 580–598. o. JSTOR 2298702.
- Fay, Sidney B. (1945). „Reviewed work: Church and State in Silesia under Frederick II (1740–1786) by Francis Hanus”. The American Historical Review 50 (3), 527–528. o. DOI:10.2307/1843138. JSTOR 1843138.
- Forment, Bruno (2012). „Frederick's Athens: Crushing superstition and resuscitating the marvellous at the Königliches Opernhaus, Berlin”. Cambridge Opera Journal 24 (1), 1–42. o. DOI:10.1017/S0954586712000146. JSTOR 23256492.
- Hagen, William W. (1976). „The Partitions of Poland and the crisis of the Old Regime in Prussia 1772–1806”. Central European History 9 (2), 115–128. o. DOI:10.1017/S0008938900018136. JSTOR 4545765.
- Haworth, Paul Leland (1904. április 1.). „Frederick the Great and the American Revolution”. The American Historical Review 9 (3), 460–478. o. DOI:10.2307/1833470. JSTOR 1833470.
- Israel, Jonathan (2006). „Enlightenment! Which Enlightenment?”. Journal of the History of Ideas 67 (3), 523–545. o. DOI:10.1353/jhi.2006.0025. JSTOR 30141040.
- Klippel, Diethelm (1999). „Legal reforms: Changing the law in Germany in the Ancien Régime and in the Vormärz”. Proceedings of the British Academy 100, 43–59. o. [2021. március 2-i dátummal az eredetiből archiválva]. (Hozzáférés: 2025. március 20.)
- Kloes, Andrew (2016). „Dissembling orthodoxy in the age of the enlightenment: Frederick the Great and his confession of faith”. Harvard Theological Review 109 (1), 102–128. o. DOI:10.1017/S0017816015000504.
- (2020) „Servant leadership: A systematic literature review—Toward a model of antecedents and outcomes” (angol nyelven). German Journal of Human Resource Management 34 (1), 32–68. o. DOI:10.1177/2397002219869903. ISSN 2397-0022.
- (2019) „King Frederick the Great – Anti-Machiavellian and servant leader?”. Journal of Management History 26 (2), 137–164. o. DOI:10.1108/JMH-05-2019-0034. ISSN 1751-1348.
- Loewy, Andrea Kapell (1990). „Frederick the Great: Flutist and composer”. College Music Symposium 30 (1), 117–125. o. JSTOR 40374049.
- Oleskiewicz, Mary (2012. február 1.). „The flutist of Sanssouci: Frederick "the Great" as composer and performer” (PDF). The Flutist Quarterly 38, 18–26. o.
- Paret, Peter (2012). „Frederick the Great: A singular life, variably reflected”. Historically Speaking 13 (1), 29–33. o. DOI:10.1353/hsp.2012.0011.
- Pulver, Jeffrey (1912). „Music at the court of Frederick the Great”. The Musical Times 53, 599–601. o. DOI:10.2307/907651. JSTOR 907651.
- Ropes, Arthur R. (1891). „Frederick the Great's invasion of Saxony, and the Prussian 'Mémoire Raisonné,' 1756”. Transactions of the Royal Historical Society 5, 157–175. o. DOI:10.2307/3678050. JSTOR 3678050.
- Rose, J. Holland (1914a). „Frederick the Great and England, 1756–1763”. The English Historical Review 29 (113), 79–93. o. DOI:10.1093/ehr/XXIX.CXIII.79. JSTOR 551264.
- Rose, J. Holland (1914b). „Frederick the Great and England, 1756–1763 (Continued)”. The English Historical Review 29 (114), 257–275. o. DOI:10.1093/ehr/XXIX.CXIV.257. JSTOR 551224.
- Schui, Florian (2011). „Taxpayer Opposition and Fiscal Reform in Prussia c. 1766–1787”. The Historical Journal 54 (2), 371–399. o. DOI:10.1017/S0018246X11000069. JSTOR 23017977.
- Spencer, Frank (1956). „The Anglo-Prussian Breach of 1762: An historical revision”. History 41 (141–143), 100–112. o. DOI:10.1111/j.1468-229X.1956.tb02169.x. JSTOR 24402910.
- Terne, Claudia (2008). „Friedrich II. von Preußen und die Hofoper” (német nyelven). Friedrich300-Colloquien 2. [2021. szeptember 12-i dátummal az eredetiből archiválva]. ISSN 1867-948X. (Hozzáférés: 2025. március 20.)
- Terrall, Mary (1990). „The culture of science in Frederick the Great's Berlin”. History of Science 28 (4), 333–364. o. DOI:10.1177/007327539002800401.
- Valentin, Viet (1934). „Some interpretations of Frederick the Great”. History 19 (74), 115–123. o. DOI:10.1111/j.1468-229X.1934.tb01802.x. JSTOR 24401202.
- Weil, Herman (1960). „Judicial reform in eighteenth century Prussia: Samuel von Cocceji and the unification of the courts”. The American Journal of Legal History 4 (3), 226–240. o. DOI:10.2307/844051. JSTOR 844051.
- Walthall, Charles (1986. február 1.). „Homage to Frederick the Great-The royal flutist” (PDF) 11, 5–10. o.

- Smeall, Cheryl Lynn (2010), How to Become a Renowned Writer: Francesco Algarotti (1712–1764) and the Uses of Networking in Eighteenth-Century Europe, McGill University, <https://central.bac-lac.gc.ca/.item?id=NR77555&op=pdf&app=Library&oclc_number=1019473467>
- Storring, Adam Lindsay (2017), Frederick the Great and the Meanings of War, 1730–1755, Cambridge University, <https://www.repository.cam.ac.uk/bitstream/handle/1810/277782/Adam%20Storring%20PhD%20Dissertation%20Version%20Printed.pdf>

- Alings, Reinhard: Don't ask – don't tell' – War Friedrich schwul? (német nyelven). Stiftung Preußische Schlösser und Gärten Berlin-Brandenburg, Neues Palais and Park Sanssouci , 2022. [2022. június 29-i dátummal az eredetiből archiválva].
- Picture Gallery at Sanssouci Park in Potsdam celebrates 250th anniversary with exhibition. artdaily.org , 2013
- Baron, Clémentine V.: La Prusse n'est pas un pays qui a une armée, c'est une armée qui a un pays. (francia nyelven). Les citations historiques : Mirabeau et la Prusse, 2015 [2020. december 2-i dátummal az eredetiből archiválva].
- Citino, Robert M.: Ask MHQ: Robert Citino's Top 10 German Military Commanders. HistoryMet/ask-mhq-robert-citinos-top-10-german-military-commanders.htm , 2010 [2016. július 30-i dátummal az eredetiből archiválva]. (Hozzáférés: 2016. június 2.)
- A Prussian King and His Money. Deutsche Bundesbank Eurosystem , 2013. [2021. április 5-i dátummal az eredetiből archiválva].
- Das Gupta, Oliver. „Der "Alte Fritz" – ein Tierfreund”, Süddeutsche Zeitung, 2013. január 24.. [2020. december 21-i dátummal az eredetiből archiválva] (német nyelvű)
- Donoghue, Steve: 'Frederick the Great' Occasionally Rises to Greatness. Christian Science Monitor , 2016. [2017. március 15-i dátummal az eredetiből archiválva].
- Gaffney, Thomas L.: The Double Headed Eagle and Scottish Rite Masonry. Colorado Council of Kadosh Oration, 2020. június 15. [2021. május 16-i dátummal az eredetiből archiválva]. (Hozzáférés: 2022. december 21.)
- Geschichte der St. Hedwigs-Kathedrale (német nyelven). Sankt Hedwig Mitte . [2021. július 19-i dátummal az eredetiből archiválva]. (Hozzáférés: 2021. szeptember 4.)
- Heilbrunn, Jacob. „From Prussia with love”, The New York Times, 2012. szeptember 12.. [2015. szeptember 19-i dátummal az eredetiből archiválva]
- Category: Federick II. International music Score Library Project (IMSLP)/Petrucci Music Library , 2018. [2022. február 3-i dátummal az eredetiből archiválva].
- Krysmanski, Bernd: Does Hogarth Depict Old Fritz Truthfully with a Crooked Beak?—The Pictures Familiar to Us from Pesne to Menzel Don't Show This. University of Heidelberg: arthistoricum.net  pp. 24–30, 2022. [2022. december 9-i dátummal az eredetiből archiválva].
- Jones, Tamara. „Frederick the Great at peace—not Germany”, Los Angeles Times, 1991. augusztus 18.. [2020. november 8-i dátummal az eredetiből archiválva]
- Lau, Karlheinz: Friedrich II. – Friedrich der Große: Die DDR und der Preußenkönig (német nyelven). bpb.de , 2012. [2021. augusztus 17-i dátummal az eredetiből archiválva]. (Hozzáférés: 2021. szeptember 17.)
- „Der preußische "Kartoffelkönig"”, Die Welt . [2021. január 2-i dátummal az eredetiből archiválva] (német nyelvű)
- Robinson, Matt: Did Frederick The Great Introduce The Potato To Germany? – Mythbusting Berlin (angol nyelven). Berlin Experiences , 2021. [2023. december 11-i dátummal az eredetiből archiválva].
- Sgard, Jean: Boyer D'argens (francia nyelven). Dictionnaire des Journalistes (1600–1789) . [2013. november 10-i dátummal az eredetiből archiválva].
- Sontheimer, Michael. Der böse Mann: Unterschiedlicher als der Preuße Friedrich II. und die Östericherin Maria Theresa konnten Rivalen kaum sein. Ihr Machtkampf spaltete das Reich [archivált változat] (német nyelven). Der Spiegel, 104–107. o. (2016. március 1.). Hozzáférés ideje: 2025. március 20. [archiválás ideje: 2018. július 12.]

#### Elsődleges források
- de Catt, Henri. Frederick the Great: The Memoirs of His Reader, Henri de Catt (1758–1760). London: Constable and Company (1916)
- de Catt, Henri. Frederick the Great: The Memoirs of His Reader, Henri de Catt (1758–1760). London: Constable and Company (1916)
- King Frederick II of Prussia. Chapter I: What a Strong Prince Really is, and How One Can Reach That Point, The Refutation of Machiavelli's Prince or, Anti-Machiavel, (Anonymous translation) (2015)
- King Frederick II of Prussia. Anti-Machiavel ou Examen du prince 'De Machiavel': Corrigé pour la plus grande partie d'après le manuscrite original de Frédéric II (francia nyelven). Hamburg: Friedrich Perthes (1834)
- King Frederick II of Prussia.szerk.: Voltaire: Anti-Machiavel, ou, Essai de critique sur le Prince de Machiavel (francia nyelven). Brussels: Francois Poppins (1740)
- King Frederick II of Prussia. Frederick's Will, 1769, Frederick the Great. Englewood Cliffs, NJ: Prentiss-Hall, 69–73. o. (1971). OCLC 1158321391
- King Frederick II of Prussia. Of Manners, Customs, Industry, and the Progress of the Human Understanding in the Arts and Sciences, Memoirs of the House of Brandenburg to Which are Added Four Dissertations. London: J. Nourse, 280–281. o. (1758)
- King Frederick II of Prussia. Superstition and Religion, Memoirs of the House of Brandenburg to Which are Added Four Dissertations. London: J. Nourse, 239. o. (1758)
- King Frederick II of Prussia. Political Testament, The Habsburg and Hohenzollern Dynasties in the Seventeenth and Eighteenth Centuries. New York: HarperCollins (1970)
- de Valori, Guy Louis Henri. Mémoires des négociations du marquis de Valori (francia nyelven). Paris: Chez Firmin Didot, Pere et Fils (1820)
- Wilhelmine of Prussia, Margravine of Brandenburg-Bayreuth. Memoirs of Wilhelmine, Margravine of Baireuth ford.: Princess Christian of Schleswig-Holstein:. New York: Harper & Brothers (1888)